# 2021年の日本プロ野球
2021年の日本プロ野球（2021ねんのにほんぷろやきゅう）では、2021年の日本プロ野球（NPB）における動向をまとめる。

## できごと

### 1月
- 1日
  - 読売ジャイアンツは、今季のスローガンを『1Team!〜和と動』に決定したことを発表[1]。
  - 東北楽天ゴールデンイーグルスは、同年より一軍監督を兼任するGMの石井一久の背番号が「99」に決定したことを発表[2]。
  - 医薬品メーカーの興和が前年12月10日にナゴヤドームの命名権（ネーミングライツ）を取得したことを受け、この日から「バンテリンドーム ナゴヤ」に改称[3]。
- 3日
  - 北海道日本ハムファイターズは、ポスティングシステムでMLB移籍を目指していた西川遥輝が交渉期限までに契約が成立せず、球団に残留することになったことを発表[4]。
- 4日
  - 読売ジャイアンツから戦力外通告を受けていた藤岡貴裕が現役を引退し、球団職員に転身することがこの日判明[5]。その後、6日に球団SNSを通じて正式発表した[6]。
- 5日
  - 東北楽天ゴールデンイーグルスは、新外国人選手とコーチ陣らの背番号決定と変更を発表。ブランドン・ディクソンは「9」、アダム・コンリーは「71」、一軍外野守備走塁コーチの岡田幸文は「76」、一軍ヘッドコーチの真喜志康永は「74」→「89」、一軍打撃コーチの渡辺直人は「26」→「74」、池田隆英は「130」→「30」、渡辺佑樹は「47」→「150」[7]。
  - 北海道日本ハムファイターズの齊藤伸治[8]と千葉ロッテマリーンズの石川歩[9]が共に新型コロナウイルスの陽性反応を示していたことが判明。
- 6日
  - 阪神タイガースの岩田稔が新型コロナに感染したことが判明[10]。
- 7日
  - 東京ヤクルトスワローズは、村上宗隆が自主トレ先の宮崎県内で新型コロナに感染したことが判明し、また青木宣親、西浦直亨、塩見泰隆、宮本丈、中山翔太の5選手及びチームスタッフ1名が濃厚接触者と判定されたことを発表[11]。
  - 読売ジャイアンツは、MLBのサンフランシスコ・ジャイアンツからFAとなっていたジャスティン・スモークと契約合意したことを発表。背番号は「10」[12]。
  - 広島東洋カープは、ヘロニモ・フランスアが渡航直前のPCR検査で新型コロナの陽性反応を示したことを発表[13]。
  - 福岡ソフトバンクホークスは、MLBのシカゴ・カブスからFAとなっていたコリン・レイと契約合意したことを発表。背番号は「26」[14][15]。
- 8日
  - 読売ジャイアンツは、ポスティングシステムによるMLB移籍を目指していた菅野智之が、球団に残留することを発表[16]。
  - オリックス・バファローズは、東北楽天ゴールデンイーグルスからFAになっていたステフェン・ロメロを獲得したことを発表。ロメロは2019年以来2年ぶりのオリックス復帰で背番号は「69」に決定[17]。
- 9日
  - 東北楽天ゴールデンイーグルスは、MLBのボストン・レッドソックスからFAとなっていたルスネイ・カスティーヨと契約合意したことを発表。背番号は「12」[18][19]。
  - オリックス・バファローズは、同年のキャッチフレーズを『ガッチリMAX！』に決定したことを発表[20]。
- 10日
  - 福岡ソフトバンクホークスは、キューバ共和国出身のアンディ・ロドリゲスを育成契約で獲得したことを発表。背番号は「140」[21]。
- 12日
  - 広島東洋カープは、アレハンドロ・メヒアが渡航前のPCR検査で新型コロナの陽性反応を示したことを発表[22]。
  - 横浜DeNAベイスターズは、同年のチームスローガンを『横浜一心』に決定したことを発表[23]。
  - 読売ジャイアンツは、球団OBである桑田真澄の投手チーフコーチ補佐就任を発表。背番号は「73」。桑田は2006年以来15年ぶりの巨人復帰でMLB経験者のコーチ就任は球団史上初[24][25]。
- 13日
  - 埼玉西武ライオンズは、コーリー・スパンジェンバーグと同年の契約を締結したことを発表[26]。
- 14日
  - 読売ジャイアンツの菅野智之が推定年俸8億円で契約を更改し、ロベルト・ペタジーニの7億2,000万円を抜き日本球界最高を更新[27]。
  - 中日ドラゴンズは、ライデル・マルティネス、アリエル・マルティネス、ヤリエル・ロドリゲスと同年の契約を締結したことを発表[28]。
  - 野球殿堂博物館は、今年の殿堂入りメンバーを発表。競技者表彰は1998年以来23年ぶりにプレーヤー、エキスパート両部門で該当者なしとなった[29]。
  - 千葉ロッテマリーンズは、新型コロナの感染予防の観点から2月1日から石垣島で行う春季キャンプを無観客で実施すると発表[30]。
- 15日
  - 千葉ロッテマリーンズは、前年9月の札幌遠征の際に新型コロナ対策として禁止されている部外者との会食を行い、球団にその事実を報告しなかったとして、清田育宏を無期限の謹慎処分にすると同時に球団本部長の松本尚樹を厳重注意とした。この件については今月8日に発売された写真週刊誌に報じられていた[31]。
  - オリックス・バファローズは、タイラー・ヒギンスと同年の契約を締結したことを発表[32]。
  - 宮崎県内で春季キャンプを行う6球団（巨人、ソフトバンク、西武、オリックス、広島、ヤクルト）は、宮崎県からの要請を受け、政府及び県独自の緊急事態宣言が解除されるまで無観客で実施すると発表[33]。
- 17日
  - 東北楽天ゴールデンイーグルスは、アラン・ブセニッツ、宋家豪の両外国人選手と契約を更新したことを発表[34]。
- 18日
  - 日本野球機構（以下NPBと表記）は、2月23日に予定されていたオープン戦の中日対広島戦（北谷、13時）を練習試合に変更すると発表[35]。
- 20日
  - 千葉ロッテマリーンズを戦力外となっていた内竜也が現役引退を表明[36]。22日に自身のYouTubeチャンネルにおいて正式発表した[37]。
  - 沖縄県内で春季キャンプを行う8球団（阪神、中日、DeNA、広島、ヤクルト、ロッテ[38]、楽天、日本ハム）は、沖縄県からの要請を受け、政府及び県独自の緊急事態宣言が解除されるまで無観客で実施すると発表[39]。また阪神タイガースは、高知県安芸市で行う二軍キャンプについても当面の間無観客で実施すると発表した[40]。
- 21日
  - 埼玉西武ライオンズは、MLBのシカゴ・カブスからFAとなっていたマット・ダーモディの入団を発表。背番号は「98」[41]。
  - 福岡ソフトバンクホークスは、同年のスローガンを『鷹く！』に決定したことを発表[42]。
- 22日
  - 北海道日本ハムファイターズは、同年のスローガンを『01karat〜イチカラ〜』に決定したことを発表[43]。
  - 埼玉西武ライオンズは、COVID-19感染拡大状況を鑑み、2月6日から高知市で行う春季キャンプ（B班）を当面の間無観客で実施すると発表[44]。
- 25日
  - 埼玉西武ライオンズは、球団職員の長田秀一郎と加藤健太郎をBCリーグの埼玉武蔵ヒートベアーズに派遣すると発表。派遣先で長田は投手コーチ、加藤はトレーナーを務める。期間は2月1日から9月30日まで[45]。
- 27日
  - 国内FA権を行使していた千葉ロッテマリーンズの松永昂大がオンライン会見で球団に残留することを表明[46]。
  - 読売ジャイアンツは、沖縄県内でキャンプを実施するプロ野球各球団やJリーグ各クラブ等を対象にPCR検査を行う「読売ジャイアンツ・スポーツ健康検査センター」を29日から4月30日まで那覇市内に開設すると発表[47]。
  - 中日ドラゴンズは、キャンプ前に行ったPCR検査で二軍野手総合コーチの立石充男が新型コロナの陽性判定を受けたと発表[48]。
- 28日
  - 東北楽天ゴールデンイーグルスは、MLBのニューヨーク・ヤンキースからFAとなっていた田中将大の復帰を発表。背番号は「18」。推定年俸は菅野智之を抜く日本球界最高の9億円で合意[49][50][51]。
  - 読売ジャイアンツの2人の「坂本勇人」について、登録名は同一ながらもスコアボードの表記は内野手は「坂本勇人」、捕手は「坂本勇」に決定したことがスポーツ報知の報道により明らかとなった[52]。
- 30日
  - 福岡ソフトバンクホークスは、北海道日本ハムファイターズをFAとなっていたニック・マルティネスを獲得したことを発表[53]。
- 31日
  - 千葉ロッテマリーンズは、同年のチームスローガンを『この1点を、つかみ取る』に決定したことを発表[54]。
  - 東京ヤクルトスワローズから戦力外通告を受けていた山田大樹が現役引退することを自身のInstagramで発表[55]。

### 2月
- 3日
  - 福岡ソフトバンクホークスは、政府の緊急事態宣言が3月7日まで延長されたことを受け、宮崎市内で実施中の春季キャンプを全期間無観客で行うと発表[56]。→1月15日の出来事も参照
- 6日
  - オリックス・バファローズは、MLBのシアトル・マリナーズからFAとなっていた平野佳寿の復帰を発表。単年契約で背番号は「16」[57][58]。
- 8日
  - ひなたサンマリンスタジアム宮崎で行われていた読売ジャイアンツの紅白戦の6回表開始前に、一塁側のベンチ横から煙が発生。選手やコーチがグラウンドに避難し、試合が約10分間中断するハプニングがあった[59]。
  - 12球団代表者会議が臨時で行われ、2月に沖縄県内で予定されていたオープン戦10試合をすべて無観客の練習試合に変更する方針を確認[60]。→1月18日の出来事も参照
- 11日
  - オリックス・バファローズは、タイラー・ヒギンスがPCR検査で新型コロナの陽性判定を受けたと発表[61]。
- 15日
  - NPBは、緊急事態宣言の期間延長を受けてオープン戦の日程変更を発表。2月に開催予定だった10試合をすべて無観客の練習試合に、また3月3日と4日で開催予定の巨人対ヤクルト戦（東京ドーム）の開始時刻を18時から15時に変更[62]。→1月18日、2月8日の出来事も参照
- 16日
  - 読売ジャイアンツは、育成選手の八百板卓丸を支配下登録したと発表。新しい背番号は「51」[63]。
- 17日
  - 千葉ロッテマリーンズから海外FAでのMLB移籍を目指していた澤村拓一が、ボストン・レッドソックスと契約合意[64]。→2020年11月30日の出来事も参照
- 23日
  - 読売ジャイアンツは、共にドミニカ共和国出身でいずれも16歳のフリアン・ティマとホセ・デラクルーズの両名と育成選手契約を結んだことを発表。背番号はティマが「013」、デラクルーズが「007」の予定[65]。
- 24日
  - 東京ヤクルトスワローズは、福岡ソフトバンクホークスからFAとなっていたリック・バンデンハークの獲得を発表。背番号は「15」[66][67]。
- 26日
  - 埼玉西武ライオンズは、タイシンガーブランドン大河の登録名を「ブランドン」に変更したと発表[68]。
- 27日
  - 東北楽天ゴールデンイーグルスの池田隆英と、北海道日本ハムファイターズの横尾俊建の交換トレードが成立したことを、両球団が発表[69]。

### 3月
- 1日
  - 読売ジャイアンツの田口麗斗と東京ヤクルトスワローズの廣岡大志の交換トレードが成立。両球団が発表した[70][71]。
  - 東北楽天ゴールデンイーグルスは、渡邊佑樹の支配下選手復帰を発表。背番号は「45」[72]。
- 2日
  - 埼玉西武ライオンズは、エルネスト・メヒアと同年の契約を締結したことを発表[73]。
- 4日
  - 横浜DeNAベイスターズは、育成選手のフランディー・デラロサがPCR検査で新型コロナの陽性判定を受けたと発表[74]。
- 5日
  - オリックス・バファローズの安達了一がCOVID-19に感染したことが判明。また安達の感染を受け、同日のオープン戦（対DeNA・横浜スタジアム）に先発出場予定だったT-岡田と太田椋が開始直前にベンチ入りメンバーから外れ、宿舎待機となった[75][76]。
  - 読売ジャイアンツは、高木京介の支配下選手復帰を発表。背番号は「57」[77]。
- 8日
  - 株式会社ファイターズ スポーツ&エンターテイメントは、元北海道日本ハムファイターズ・吉田侑樹の現役引退とコーチ就任を発表[78]。
- 14日
  - 千葉ロッテマリーンズは、本前郁也の支配下選手登録を発表。背番号は「49」[79]。
- 15日
  - 東京ヤクルトスワローズは、近藤弘樹を支配下選手復帰を発表。背番号は「52」[80]。
  - 横浜DeNAベイスターズは、前読売ジャイアンツの宮國椋丞と育成契約したことを発表。背番号は「106」[81]。
- 16日
  - 北海道日本ハムファイターズは、育成選手の長谷川凌汰の支配下登録を発表。背番号は「43」[82]。
- 18日
  - NPBは臨時の実行委員会において、営業時間短縮要請に対応するため、同年の公式戦は延長戦無しの9回打ち切りとし、一部の試合で開催時間も早めることを決定。全試合延長戦無しは史上初[83]。
- 21日
  - 横浜DeNAベイスターズを前年戦力外となった石川雄洋が現役引退を表明[84]。
  - 阪神タイガースが5年ぶりのオープン戦優勝[85]。
- 23日
  - 広島東洋カープは、育成選手のロベルト・コルニエルの支配下登録を発表。背番号は「98」[86]
  - オリックス・バファローズは、育成選手の佐野如一の支配下登録を発表。背番号は「60」[87]
  - NPBは、2021年のスローガンを「誇りを胸に。感謝をプレーに。」とすることを公表[88]。
- 26日
  - セントラル、パシフィック両リーグ公式戦開幕。
  - 東北楽天ゴールデンイーグルスの辰己涼介が開幕戦初回先頭打者初球本塁打。史上5人目[89]。また、開幕投手を務めた涌井秀章が勝利投手となり、史上初となる3球団での開幕戦勝利投手[90]。
  - オリックス・バファローズがパシフィック・リーグワースト記録更新の開幕戦10連敗[91]。
  - 読売ジャイアンツの亀井善行がプロ野球史上初の開幕戦代打サヨナラ本塁打[92]。
- 27日
  - 福岡ソフトバンクホークス一軍監督の工藤公康が監督通算500勝[93]。
  - オリックス・バファローズの平野佳寿がNPB/MLB通算700試合登板[94]。
- 28日
  - 福岡ソフトバンクホークスの柳田悠岐が通算1000試合出場。史上509人目[95]。
- 31日
  - 東京ヤクルトスワローズは、西田明央と球団スタッフ1名が新型コロナの陽性判定を受けたと発表。西田とともに、濃厚接触者の疑いがあるとして山田哲人、内川聖一、青木宣親ら5選手が特例2021に則って登録抹消された[96]。その後、所轄保健所から内川と青木の2選手が濃厚接触者に特定され、他3選手は翌1日からチームに合流した[97]。

### 4月
- 1日
  - 東京ヤクルトスワローズは、前日の内川聖一と青木宣親に続き川端慎吾も濃厚接触者に特定されたと発表し、川端は特例2021に則って登録抹消された[98]。
  - NPBは、東京ヤクルトスワローズが新型コロナの影響により二軍の選手編成が困難となったことを受け、3、4日のイースタン・リーグのヤクルト対ロッテ戦（戸田）の中止を発表[99]。
- 2日
  - 広島東洋カープの菊池涼介が対横浜DeNAベイスターズ1回戦（横浜スタジアム）の8回裏に失策し、連続無失策記録が569でストップ[100]。
- 3日
  - 千葉ロッテマリーンズの鳥谷敬が通算1000得点。史上44人目[101]。
- 4日
  - 読売ジャイアンツは、2日のPCR検査で丸佳浩、中島宏之が新型コロナの陽性判定を受けたことを発表。2選手に加え、再検査となった若林晃弘や、濃厚接触の可能性のある3選手の登録を抹消した[102]。また試合直前にはゼラス・ウィーラーの陽性も判明し、当日のスタメンから外れた[103]。それに伴い、二軍の選手編成が困難になったことから、当日行う予定だったイースタン・リーグの巨人対楽天戦（森林どりスタジアム泉）は中止となった[104]。
- 6日
  - 横浜DeNAベイスターズは、牧秀悟が対中日ドラゴンズ1回戦（バンテリンドーム）の9回表に2号本塁打を打ち、球団通算8000号を達成[105]。史上10球団目[106]。
  - 東北楽天ゴールデンイーグルスの岸孝之が対埼玉西武ライオンズ1回戦（メットライフドーム）で勝ち投手となり、シーズンを跨いでの10連勝。2桁連勝は西武時代に12連勝して以来2回目で、2球団での2桁連勝はNPB史上初[107]。
- 8日
  - 福岡ソフトバンクホークスの今宮健太がパシフィック・リーグ新記録となる通算306犠打[108]。
- 10日
  - 読売ジャイアンツが広島東洋カープに2-4で敗れ、1993年の球団ワースト記録に並ぶ12戦連続で3得点以下に終わる[109]。
  - 北海道日本ハムファイターズ一軍監督の栗山英樹が大沢啓二を抜いて球団史上最多となる通算632勝目を記録[110]。
- 11日
  - 広島東洋カープの野村祐輔がネイサン・ミンチーを抜いてプロ野球新記録となるデビューから188試合連続先発登板[111]。
- 15日
  - 読売ジャイアンツ一軍監督の原辰徳が監督通算1100勝。史上11人目[112]。
- 16日
  - 広島東洋カープの菊池涼介が通算100本塁打。史上299人目[113]。
  - 北海道日本ハムファイターズは、新外国人選手として投手のロビー・アーリンの入団会見を東京ドーム内で実施。背番号は「44」。既に13日に行われたイースタン・リーグ・対東北楽天戦（鎌ケ谷）で登板済みだった[114]。
- 17日
  - 北海道日本ハムファイターズは、阪神タイガースの谷川昌希を金銭トレードで獲得したことを発表[115][116]。
  - 東北楽天ゴールデンイーグルスの田中将大が対北海道日本ハムファイターズ5回戦（東京ドーム）で敗戦投手となり、NPBでのシーズン連勝記録が28でストップ[117]。
- 18日
  - 阪神タイガースは、育成契約の小野寺暖を支配下選手契約したことを発表。背番号も「127」から「97」に変更された[116]。
  - 埼玉西武ライオンズは、東野葵から自主退団の申し入れがあり、これを受理したことを発表[118]。
  - 中日ドラゴンズの福留孝介が通算400二塁打。史上13人目[119]。
- 21日
  - 北海道日本ハムファイターズの伊藤大海が、1980年の木田勇と並ぶ初登板から23イニング連続奪三振のNPB新人タイ記録[120]。
- 22日
  - 横浜DeNAベイスターズは、育成選手のケビン・シャッケルフォードを支配下登録すると発表。新しい背番号は「49」[121]。
  - 読売ジャイアンツの坂本勇人が対阪神タイガース6回戦（東京ドーム）で3号本塁打を打ち、プロ野球史上初となる球団通算10500本塁打を達成[122][123]。
- 23日
  - 広島東洋カープの松山竜平が通算1000試合出場。史上510人目[124]。
- 24日
  - 広島東洋カープの鈴木誠也が通算150号本塁打。史上177人目[125]。
  - 東北楽天ゴールデンイーグルスの田中将大がNPB通算100勝。史上139人目[126]。
  - NPBは緊急事態宣言の発令を受け、4月27日から5月11日の24試合を無観客試合として開催することを発表[127]。
  - 千葉ロッテマリーンズ一軍監督の井口資仁が監督通算200勝[128]。
- 25日
  - NPBは、前日の24日に発表した24試合のうち、セントラル・リーグの5試合の延期と3試合の開催時間変更を発表[129]。また、翌26日にはパシフィック・リーグの1試合の延期を発表[130]。
- 27日
  - 千葉ロッテマリーンズの石川歩が通算1000投球回。史上358人目[131]。
  - 読売ジャイアンツの野上亮磨が通算1000投球回。史上359人目[132]。また、岡本和真が通算100本塁打。史上300人目[133]。
- 28日
  - 千葉ロッテマリーンズが対埼玉西武ライオンズ5回戦（メットライフドーム）の1回表に1イニング2併殺打。史上6度目[134]。
- 30日
  - 千葉ロッテマリーンズは、前年9月の札幌遠征の際に不適切な行動を取り1月15日付で無期限の謹慎処分を受けた清田育宏について、5月1日付で処分を解除することを発表[135]。→1月15日の出来事も参照
  - 北海道日本ハムファイターズは、中島卓也、西川遥輝、清水優心の3選手がPCR検査で新型コロナの陽性判定を受けたと発表。3選手に加え、濃厚接触者の可能性がある淺間大基が「特例2021」の対象選手として出場選手登録を抹消された。またチーム編成が困難になったとして、5月3日から開催予定だったイースタン・リーグの対ロッテ戦（ファイターズ鎌ケ谷スタジアム）3試合が中止となった[136]。

### 5月
- 1日
  - 北海道日本ハムファイターズは、ロニー・ロドリゲス、髙濱祐仁、今川優馬、郡拓也の4選手と、飯山裕志一軍内野守備コーチ、チームスタッフ2名が新型コロナの陽性判定を受けたと発表。これに伴い、2日に行われる予定だった対西武戦（札幌ドーム）が中止となった[137]。
  - 東北楽天ゴールデンイーグルス対千葉ロッテマリーンズ8回戦（楽天生命パーク宮城）の4回裏、楽天・小深田大翔の三塁ファールグラウンドへの飛球をロッテ・角中勝也が捕球しようとした際、観客の妨害に遭い捕球できなかった。しかしリプレー検証の結果「観客の妨害がなけれは捕球できた」と判断され、小深田がアウト（記録はレフトファールフライ）になる珍事が発生した[138]。
- 2日
  - 北海道日本ハムファイターズは、新型コロナの感染者が10名出た影響で、保健所の疫学調査に協力するため、一軍の活動を停止。新型コロナの影響でプロ野球球団が開幕後にチーム活動を停止するのは初。また、5月7日 - 9日に開催予定だったイースタン・リーグの対ヤクルト戦（ヤクルト戸田球場）も中止となった[139]。
  - 千葉ロッテマリーンズは、北海道日本ハムファイターズがチーム活動を停止した影響で、5月3日 - 5日に開催予定だった対日本ハム戦（ZOZOマリンスタジアム）の延期を発表[140]。
  - オリックス・バファローズの伏見寅威が対福岡ソフトバンクホークス9回戦（京セラドーム大阪）で1号本塁打を打ち、プロ野球通算105000本塁打を達成[141]。
- 3日
  - 東北楽天ゴールデンイーグルスの福山博之が通算100ホールド。史上34人目[142]。
- 4日
  - 北海道日本ハムファイターズは、新たに荒木大輔一軍投手コーチ、髙橋信二一軍打撃コーチ、チームスタッフ1名が新型コロナの陽性判定を受けたと発表。また、石川亮、渡邉諒、チームスタッフ3名が濃厚接触者と判定され、石川と渡邉は特例2021で出場選手登録を抹消された[143]。
  - 広島東洋カープの栗林良吏が新人記録となる初登板から14試合連続無失点[144]。
  - 埼玉西武ライオンズ対オリックス・バファローズ8回戦で、両軍計16投手を起用し9回試合におけるプロ野球新記録となった[145]。
- 6日
  - 東北楽天ゴールデンイーグルスは、新型コロナの影響で来日が滞っていたアダム・コンリーと双方同意の下で契約解除したことを発表[146]。
- 8日
  - オリックス・バファローズの能見篤史が通算1500奪三振。史上57人目で41歳11か月での達成は2007年の小宮山悟（当時ロッテ所属）と並び史上最年長記録タイ[147]。
  - 読売ジャイアンツは、5月18日に長崎県営野球場、及び翌19日に佐賀・みどりの森県営球場で予定していた対広島東洋カープ戦の開催球場をいずれも東京ドームへ変更。また5月12日から31日まで東京ドームで開催されるナイトゲームの試合開始時間を従来より15分繰り上げて17時45分からに変更することをそれぞれ発表した[148]。
- 9日
  - 横浜DeNAベイスターズ対阪神タイガース9回戦（横浜スタジアム）で8回裏のDeNA攻撃中に球場内で小火が発生し、9回表の阪神攻撃前に阪神ナインが一時避難する騒ぎがあった[149]。
  - 東北楽天ゴールデンイーグルスの松井裕樹が史上最年少で通算150セーブ。史上16人目[150]。
- 11日
  - 北海道日本ハムファイターズは、井口和朋が新型コロナウイルスのPCR検査で陽性判定を受けたことを発表[151]。
  - 阪神タイガースと中日ドラゴンズの対戦がプロ野球史上初の通算2000試合到達[152]。
- 13日
  - 埼玉西武ライオンズは、育成契約の水上由伸を支配下登録したことを発表。背番号は「69」[153]。
- 14日
  - 横浜DeNAベイスターズは、ジョフレック・ディアス、スターリン・コルデロ、フランディー・デラロサの3育成選手をBCリーグ・神奈川フューチャードリームスに同リーグのシーズン終了まで派遣することを発表[154]。
- 15日
  - 読売ジャイアンツと阪神タイガースの対戦が史上2カード目の通算2000試合到達[155][156]。
- 16日
  - この日行われた6試合中、4試合が引き分け。同日に4試合が引き分けとなるのはプロ野球史上初[157]。
  - 千葉ロッテマリーンズのフランク・ハーマンが通算100ホールド。史上35人目[158]。
  - 東北楽天ゴールデンイーグルスの早川隆久が100球未満で完封勝利を達成。新人の達成は、ドラフト制以後では史上15人目[159]。
- 17日
  - 広島東洋カープは、菊池涼介、小園海斗、正随優弥の3名が新型コロナウイルス検査で陽性判定を受けたことを発表[160]。
- 18日
  - 広島東洋カープは前日に菊池涼介ら3選手が新型コロナウイルス陽性判定を受けた事により、チーム編成が困難になったとして、この日から山口・由宇球場で予定していたウエスタン・リーグの対福岡ソフトバンク三連戦を中止とし、練習試合に切り替えることを発表[161]。
  - 北海道日本ハムファイターズの金子弌大が通算2000投球回。史上91人目[162]。また、宮西尚生が通算400ホールドポイント。プロ野球史上初[163]。
- 19日
  - NPBは、前日の18日に行われたウエスタン・リーグの中日ドラゴンズ対オリックス・バファローズ戦（ナゴヤ球場）で見逃し三振に倒れた際に球審の判定に対して侮辱行為を行い退場処分を受けた中日の遠藤一星に対し、厳重注意と制裁金5万円の処分を科したと発表[164]。
- 20日
  - オリックス・バファローズは、コロナ禍の影響により新規ビザの発給が停止され、家族との来日ができないままになっていたブランドン・ディクソンをウェイバー公示申請したことを発表[165]。
  - 千葉ロッテマリーンズは、柿沼友哉が新型コロナウイルスのPCR検査で陽性判定を受けたことを発表。なお他の選手や関係者に濃厚接触者はいない[166]。
  - 広島東洋カープは、新たに7人（鈴木誠也、長野久義、羽月隆太郎、石原貴規、大盛穂の5選手、朝山東洋打撃コーチ、チームスタッフ1人）の新型コロナウイルス検査で陽性判定を受けたことを発表[167]。
  - 東京ヤクルトスワローズは、所属選手1名に発熱の症状があり、複数の濃厚接触者が想定されチーム編成が困難になる恐れがあるとして、この日開催予定だったイースタン・リーグの対埼玉西武戦（戸田）を中止にしたことを発表。なお当該選手はPCR検査の結果陰性と判定されたため21日以降は予定通り活動を行う[168]。
- 21日
  - 広島東洋カープは10人の新型コロナ陽性者が発生したことを受け、この日からマツダスタジアムで予定していた対阪神タイガース三連戦を中止、延期にしたことを発表[169]。しかしその後、一軍バッテリーコーチの倉義和が新型コロナウイルスの検査で陽性判定を受けたことを発表[170]。
  - 東北楽天ゴールデンイーグルスの涌井秀章が通算2500投球回。史上47人目[171]。
  - 中日ドラゴンズの大野雄大が通算1000奪三振。史上152人目[172]。
  - 千葉ロッテマリーンズが、この日発売された写真週刊誌で不倫騒動が報道された清田育宏に対して自宅待機命令を出していることが明らかになった。清田は札幌遠征の際の不適切行動で1月に無期限の謹慎処分が科され、5月1日に解除されたばかりだった。球団は今回の報道について事実関係を調査中とした[173]→1月15日及び4月30日の出来事も参照
  - 北海道日本ハムファイターズは、7月3日・4日に沖縄セルラースタジアム那覇で開催予定の対福岡ソフトバンクホークス戦の試合開始時間を沖縄県からの要請により、従来の18時30分から45分繰り上げて17時45分からにすることを発表[174]。
- 22日
  - オリックス・バファローズが今月行われた東京遠征中に女性3人と会食を行い新型コロナ感染症対策に違反したとして、杉本裕太郎、小田裕也、大城滉二の3選手を厳重注意にしていたことが判明[175]。
  - 読売ジャイアンツの鍵谷陽平が1球セーブ。史上61人目（67度目）[176]。
- 23日
  - 千葉ロッテマリーンズは、相次ぐ不祥事で謹慎処分を受けていた清田育宏との契約を「度重なる不適切行動及び背信行為」を理由として解除することを発表した[177][178]。
  - 広島東洋カープは、九里亜蓮が新型コロナウイルスの検査で陽性判定を受けたことを発表[179]。
  - オリックス・バファローズの吉田正尚が通算100本塁打。史上301人目[180]。
- 24日
  - 読売ジャイアンツは、以下4コーチの異動を発表。實松一成（二軍バッテリーコーチ → 一軍バッテリーコーチ）、加藤健（三軍バッテリーコーチ → 二軍バッテリーコーチ）、相川亮二（一軍バッテリーコーチ → 三軍バッテリーコーチ）、三澤興一（三軍投手コーチ → 二軍投手コーチ）。また、矢貫俊之の三軍投手コーチ就任を発表[181][182]。
- 25日
  - 広島東洋カープは、新型コロナ対応のため、25・26日の埼玉西武ライオンズ戦も中止を発表[183]。翌26日には、24日 - 26日の3日間のPCR検査で選手スタッフ全員が陰性であったことから、27日の試合の開催を発表[184]。
  - 読売ジャイアンツのゼラス・ウィーラーが東北楽天ゴールデンイーグルス戦で本塁打を打ち、全球団から本塁打を達成。史上40人目[185]。
- 26日
  - 横浜DeNAベイスターズの楠本泰史がイースタン・リーグ（対東北楽天ゴールデンイーグルス戦、森林どり泉）でサイクル安打。史上11人目[186]。
  - 東京ヤクルトスワローズの青木宣親がNPB/MLB通算2500安打。史上4人目[187]。
  - 中日ドラゴンズは、二軍投手コーチの門倉健の退団を発表[188]。
- 27日
  - 埼玉西武ライオンズは、源田壮亮が新型コロナウイルスのPCR検査で陽性判定を受けたことを発表。同日の対広島東洋カープ戦では濃厚接触の疑いがある8名の選手とスタッフ1名をベンチから外し、予告先発が発表されていたザック・ニールからマット・ダーモディに先発投手を変更。投手9人、野手10人のベンチ入り計19人で試合に臨んだ[189][190]。
  - オリックス・バファローズはウェイバー公示していたブランドン・ディクソンについて、公示期間中に獲得する球団が出なかったとして自由契約にしたことを発表[191]。→5月20日の出来事参照
- 28日
  - 福岡ソフトバンクホークスは、育成契約の大関友久を支配下選手契約したことを発表。背番号も「122」から「42」に変更された[192]。
  - NPBは不適切行動により千葉ロッテマリーンズから選手契約を23日に解除された清田育宏を自由契約選手として公示したことを発表[193][194]。
  - 前日に新型コロナウイルス陽性判定を受けた埼玉西武ライオンズの源田壮亮の濃厚接触者として、ザック・ニールと木村文紀が所管の保健所によって指定され、特例2021適用で源田、ニール、木村を含め8選手が出場選手登録を抹消され、代替選手として6名が登録された[195]。
- 29日
  - 埼玉西武ライオンズの平良海馬が開幕から26試合連続無失点。2012年の岡島秀樹と並び、パ・リーグタイ記録[196]。
- 31日
  - 千葉ロッテマリーンズは、育成契約の髙濱卓也の支配下選手復帰を発表。背番号は「61」[197][66]。

### 6月
- 1日
  - 中日ドラゴンズは、育成選手の山下斐紹の支配下選手登録を発表。背番号は「39」[66][198]。
  - 埼玉西武ライオンズの平良海馬が対読売ジャイアンツ1回戦（東京ドーム）でパ・リーグ新記録となる開幕から27試合連続無失点を達成[199]。
- 2日
  - オリックス・バファローズの安達了一が通算1000試合出場。史上511人目[200]。
  - NPB審判員の山本貴則が通算1000試合出場。史上132人目。現役では27人目[201]。
- 4日
  - 東北楽天ゴールデンイーグルスの涌井秀章が通算150勝。史上49人目[202]。
  - 千葉ロッテマリーンズの益田直也が1球セーブ。史上62人目（68度目）。益田は2014年9月9日に1球勝利を記録しており、1球勝利と1球セーブの両達成はパ・リーグ史上初[203]。
- 5日
  - 阪神タイガースが対福岡ソフトバンクホークス2回戦（阪神甲子園球場）での敗戦により、16試合連続で勝利と敗北を交互に繰り返す（いわゆる「ヌケヌケ」「オセロ」）プロ野球タイ記録[204]。
  - 読売ジャイアンツの亀井善行が通算100本塁打。史上302人目[205]。
- 7日
  - 読売ジャイアンツは、育成選手の戸田懐生の支配下登録を発表。背番号は「90」[66][206][207]。
- 8日
  - 福岡ソフトバンクホークスは、今宮健太が3号本塁打を打ち、球団通算9000号本塁打を達成。史上3球団目[208]。
- 10日
  - 読売ジャイアンツは、MLBサンフランシスコ・ジャイアンツ傘下サクラメント・リバーキャッツから自由契約となった山口俊との契約締結を発表[209]。翌11日にオンラインでの入団会見を行い、背番号は「99」に決定[210]。
  - 福岡ソフトバンクホークスの松田宣浩が三塁手で1775試合目の出場。パ・リーグ新記録[211]。
  - 東北楽天ゴールデンイーグルスの浅村栄斗が通算1500安打。史上130人目[212]。
  - 埼玉西武ライオンズの平良海馬が対横浜DeNAベイスターズ3回戦（メットライフドーム）でプロ野球タイ記録となる開幕から31試合連続無失点を達成[213]。
- 11日
  - 横浜DeNAベイスターズのタイラー・オースティンが、対北海道日本ハムファイターズ1回戦（札幌ドーム）でシーズン11球団から本塁打。史上16人目（19度目）[214]。
- 12日
  - 埼玉西武ライオンズの栗山巧が通算2000試合出場。史上52人目[215]
  - 福岡ソフトバンクホークスの柳田悠岐が通算200本塁打。史上110人目[216]。
  - オリックス・バファローズが2010年以来11年ぶり2度目のセ・パ交流戦優勝[217]。
- 13日
  - 福岡ソフトバンクホークスのウラディミール・バレンティンが前所属の東京ヤクルトスワローズから本塁打を打ち、史上43人目の通算300本塁打・史上310人目の通算1000安打・史上41人目となる全球団から本塁打を同時に達成[218][219]。
  - 埼玉西武ライオンズの平良海馬が開幕から32試合連続無失点のプロ野球新記録を樹立[220]。
  - 横浜DeNAベイスターズのエドウィン・エスコバーが対北海道日本ハムファイターズ3回戦（札幌ドーム）の8回裏にNPB左投手最速となる163km/hを計測[221]。
  - 阪神タイガースの糸井嘉男が通算1000三振。史上72人目[222]。
- 14日
  - 横浜DeNAベイスターズと千葉ロッテマリーンズは、国吉佑樹と有吉優樹のトレードを発表。新しい背番号は国吉が「92」、有吉は「67」[223][224]。
- 15日
  - 横浜DeNAベイスターズは、育成契約の田中健二朗の支配下選手登録を発表。背番号は「46」[225]。
  - 千葉ロッテマリーンズの加藤翔平と中日ドラゴンズの加藤匠馬との交換トレードが合意したことを両球団が発表[226]。翌16日にそれぞれ入団会見を行い、背番号は加藤翔が「52」、加藤匠は「66」に決定[227][228]。
  - セ・パ交流戦は、広島東洋カープ対埼玉西武ライオンズ3回戦（MAZDA Zoom-Zoomスタジアム広島）で広島の勝利により、1試合残しセ・リーグが49勝47敗11分で2009年以来12年ぶり2度目の勝ち越し決定[229]。
- 16日
  - 千葉ロッテマリーンズは、前年まで中日ドラゴンズでプレーしたエンニー・ロメロの獲得を発表[230]。8月10日に入団会見を行い、背番号は「91」に決定[231]。
- 17日
  - 読売ジャイアンツは、育成契約の平間隼人の支配下選手契約締結を発表。背番号は「93」[232]。また球団は、ジャスティン・スモークから自主退団の申し入れがあり、これを受け入れてウェイバー公示手続きを進めていくことを発表[233]。
- 18日
  - 中日ドラゴンズの加藤翔平が対東京ヤクルトスワローズ9回戦（明治神宮野球場）で移籍後初出場し、初打席の初球を本塁打。加藤はプロ初打席でも初球本塁打を記録しており、プロ初打席と移籍後初打席が共に初球本塁打となるのは史上初[234]。
- 19日
  - 読売ジャイアンツの坂本勇人が通算250本塁打。史上65人目[235]。
- 20日
  - 広島東洋カープのロベルト・コルニエルが対横浜DeNAベイスターズ11回戦（東京ドーム）の5回裏に大谷翔平に並ぶNPB最速タイの165km/hを計測[236]。
- 21日
  - 北海道日本ハムファイターズは、育成選手の姫野優也について外野手登録から投手登録に変更したことを発表[237]。
- 22日
  - NPB審判員の丹波幸一が通算2000試合出場。史上70人目[238]。
  - 埼玉西武ライオンズの平良海馬が開幕から35試合連続無失点のパ・リーグ新記録を樹立[239]。
  - 千葉ロッテマリーンズの荻野貴司がプロ入りから12年連続2桁盗塁を達成。史上4人目[240]。
  - オリックス・バファローズはこの日の対北海道日本ハムファイターズ10回戦に勝利し、1997年以来24年振りの10連勝[241]。
- 23日
  - NPBは、2020年東京オリンピック開催に伴う公式戦中断期間の7月27日から8月10日まで、有観客で計58試合の非公式試合『2021プロ野球エキシビションマッチ』を行うことを発表[242]。また同機構は、オリンピック開催に伴う特例措置として、例年は7月31日までである新外国人獲得・トレード・育成選手昇格といった支配下登録期限を本年に限り8月31日まで延長することを発表[243]。
  - 東京ヤクルトスワローズの中村悠平が通算1000試合出場。史上512人目[244]。
  - オリックス・バファローズは、前ミネソタ・ツインズ傘下のグレン・スパークマンの獲得を発表。背番号は「56」[245]。7月18日に入団会見を行った[246]。
- 24日
  - NPBは、読売ジャイアンツのジャスティン・スモークを自由契約選手として公示したことを発表[247]。→6月17日の出来事参照
  - 東京ヤクルトスワローズのスコット・マクガフが月間10セーブの球団新記録を達成[248]。
- 25日
  - 横浜DeNAベイスターズは、育成契約のレミー・コルデロをBCリーグ・神奈川フューチャードリームスに同リーグのシーズン終了まで派遣することを発表[249]。
  - 東京ヤクルトスワローズの石川雅規が、三浦大輔の294試合を抜く295試合連続先発登板のセ・リーグ新記録[250]。
- 26日
  - 中日ドラゴンズの大島洋平が通算1500試合出場。史上196人目[251]。
  - NPB審判員の秋村謙宏が通算2000試合出場。史上71人目で現役審判では10人目[252]。
- 28日
  - 読売ジャイアンツは、直江大輔の支配下選手復帰を発表。背番号は「54」[253]。
  - 埼玉西武ライオンズの平良海馬がプロ野球タイ記録となる38試合連続無失点[254]。
- 29日
  - オリックス・バファローズのアダム・ジョーンズがNPB/MLB通算1000打点[255]。
  - 読売ジャイアンツは、対広島東洋カープ12回戦（東京ドーム）で勝利し、対広島戦通算1000勝[256]。
  - NPB審判員の木内九二生が通算1500試合出場。史上97人目で現役審判では17人目[257]。

### 7月
- 1日
  - 埼玉西武ライオンズの平良海馬がプロ野球新記録となる39試合連続無失点[258]。
- 2日
  - 阪神タイガースと福岡ソフトバンクホークスは、中谷将大と二保旭のトレードを発表[259]。7月5日にそれぞれ入団会見を行い、背番号は中谷が「13」、二保は「34」[260][261]。
  - 埼玉西武ライオンズの佐々木健が対オリックス・バファローズ13回戦（メットライフドーム）の1回表に先頭打者の福田周平に頭部死球を与え、先発投手でプロ野球史上初の打者1人目、同史上最少の3球で危険球退場[262]。
- 3日
  - 横浜DeNAベイスターズは、乙坂智に対し厳重注意および当面の間自宅謹慎の処分を科したことを発表。乙坂は6月下旬、新型コロナウイルス感染拡大防止の観点から「不要不急の外出および外食の禁止」をチームで定めているにもかかわらず、深夜まで大勢が集まる東京・渋谷のクラブで飲酒していたとの一部報道[263]を受けたことによるもの[264]。
  - NPB審判員の西本欣司が通算2000試合出場。史上72人目で現役審判では11人目[265]。
- 4日
  - 東北楽天ゴールデンイーグルスは、読売ジャイアンツの炭谷銀仁朗を金銭トレードで獲得したことを発表[266][267]。翌5日にオンラインでの入団会見を行い、背番号は「26」に決定[268]。
  - 阪神タイガースの佐藤輝明が1試合5三振。史上19人目[269]。
- 6日
  - 読売ジャイアンツと中日ドラゴンズの対戦が史上3カード目の通算2000試合到達[270]。
  - 埼玉西武ライオンズの平良海馬が対北海道日本ハムファイターズ10回戦（旭川スタルヒン球場）の9回裏に失点し、連続試合無失点のプロ野球記録更新が39試合でストップ[271]。
  - 東京ヤクルトスワローズ対阪神タイガース13回戦（神宮球場）で、5回表阪神の攻撃中、二塁走者の阪神近本光司が離塁しながら左手を頻りに動かしている行為を「サイン盗みの疑いがある」としてヤクルト三塁手の村上宗隆が審判にアピール。阪神側は「絶対にやっていない」と主張、両軍監督が審判団を交えて言い争う事態となり試合が一時中断した[272]。また、この試合でヤクルトの内川聖一が通算2000試合出場。史上53人目[273]。
- 7日
  - 埼玉西武ライオンズは、松坂大輔が同年限りで現役を引退することを発表[274]。
- 8日
  - 東京ヤクルトスワローズは、小川泰弘の新型コロナウイルス感染を発表[275]。
- 11日
  - 東北楽天ゴールデンイーグルスの炭谷銀仁朗が対埼玉西武ライオンズ12回戦（楽天生命パーク宮城）で本塁打を記録。炭谷は6月3日の同カードでも本塁打を記録しており、同じチーム相手に同一シーズンに2球団で本塁打を記録したのは1952年の深見安博以来69年ぶり2人目[276]。
- 13日
  - オリックス・バファローズの来田涼斗がプロ初打席初球本塁打。史上10人目で高卒新人では史上初[277]。
- 14日
  - 阪神タイガースの佐藤輝明が1999年の福留孝介に並ぶ新人シーズン121三振のプロ野球最多タイ記録[278]。
- 15日
  - フレッシュオールスターゲーム（松山坊っちゃんスタジアム）が2019年以来2年ぶりに開催され、イースタン・リーグ選抜が3-1でウエスタン・リーグ選抜に勝利。MVPは東京ヤクルトスワローズの内山壮真[279]。
  - NPBは、12球団全出場選手の登録抹消を公示。2020年東京オリンピック開催に伴い、8月12日まで公式戦中断のための措置[280]。
- 16日
  - オールスターゲーム第1戦（メットライフドーム）が2019年以来2年ぶりに開催され、セ・リーグが5-4でパ・リーグに勝利。この試合で阪神タイガースの近本光司が2019年の第2戦から跨ぎ7打席連続安打のオールスター新記録[281]。また、読売ジャイアンツのチアゴ・ビエイラが8回裏に大谷翔平の162km/hを抜くオールスター最速の163km/hを計測[282]。MVPは広島東洋カープの菊池涼介[283]。
- 17日
  - オールスターゲーム第2戦（楽天生命パーク宮城）が開催され、パ・リーグが4-3でセ・リーグに勝利。この試合で阪神タイガースの佐藤輝明がオールスター史上5人目となる新人本塁打[284]。MVPは東北楽天ゴールデンイーグルスの島内宏明[285]。
- 18日
  - 横浜DeNAベイスターズ一軍監督の三浦大輔は、新型コロナウイルス感染拡大防止の観点から「不要不急の外出禁止」をチームで定めているにもかかわらず深夜外出をしたことで、自宅謹慎処分を科していた乙坂智の処分を解除し、この日から二軍の練習に参加させたことを表明[286]。→ 7月3日の出来事参照
- 19日
  - 読売ジャイアンツは、以下5コーチの異動を発表。山口鉄也（二軍投手コーチ → 一軍投手コーチ）、杉内俊哉（一軍投手コーチ → 二軍投手コーチ）、相川亮二（三軍バッテリーコーチ → 一軍バッテリーコーチ）、實松一成（一軍バッテリーコーチ → 二軍バッテリーコーチ）、加藤健（二軍バッテリーコーチ → 三軍バッテリーコーチ）[287][288]。
- 21日
  - 福岡ソフトバンクホークスは、元ボルチモア・オリオールズで同年はBCリーグ・茨城アストロプラネッツでプレーしたダリエル・アルバレスの入団を発表。背番号は「71」[289]。
- 26日
  - 埼玉西武ライオンズは、エルネスト・メヒアから自主退団の申し入れがあり、これを受けてウェイバー公示の手続きを行ったことを発表[290]。
  - オリックス・バファローズは、ロサンゼルス・ドジャース傘下のランヘル・ラベロを獲得したことを発表。背番号は「42」[291]。8月12日に入団会見を行った[292]。
- 31日
  - 千葉ロッテマリーンズは、唐川侑己が新型コロナウイルスに感染したことを発表[293]。

### 8月
- 3日
  - オリックス・バファローズは、ステフェン・ロメロから自主退団の申し入れがあり、これを受けてウェイバー公示の手続きを行ったことを発表[294]。
- 6日
  - 中日ドラゴンズの木下雄介が3日に死去していたことが一部スポーツ新聞で報じられ、その後球団からも正式発表された（27歳没）。木下雄は7月6日にナゴヤ球場での練習中に倒れ、予断を許さない状況が続いていた。なお死因は明らかにされていない[295][296]。NPBでは2010年の小瀬浩之（当時オリックス所属）以来、11年ぶりの現役選手の死去事例。
  - 読売ジャイアンツは、元テキサス・レンジャーズで同年はシンシナティ・レッズでプレーしたスコット・ハイネマンの獲得を発表。背番号は「28」[297]。
  - 埼玉西武ライオンズは、ファーム担当スタッフ1名がPCR検査で新型コロナウイルスに感染していたことを発表。その後の保健所の調査で濃厚接触者はいなかったが、大事を取って翌7日にヤクルト戸田球場で開催予定だったイースタン・リーグの対ヤクルト戦を中止した[298]。
- 8日
  - 2021プロ野球エキシビションマッチ・オリックス・バファローズ対横浜DeNAベイスターズ戦（京セラドーム大阪）で、エキシビジョン特別ルールにより後攻となったビジターチームのDeNAが9回裏に3点差を逆転し、4-5xでサヨナラ勝ちの珍事[299]。
  - 福岡ソフトバンクホークスは、コリン・レイから自主退団の申し入れがあり、これを受けてウェイバー公示の手続きを行ったことを発表[300]。
- 10日
  - 千葉ロッテマリーンズは、前年12月27日に育成契約として入団したホルヘ・ペラルタの入団会見を行い、背番号は「131」に決定[301]。 → 2020年12月27日の出来事参照
  - NPBと12球団は、オンラインで実行委員会を開き、2022年シーズンの日程を発表。公式戦開幕はセ・パ同時で3月25日、クライマックスシリーズは10月8日、日本シリーズは10月22日からの予定。セ・パ交流戦、オールスターゲームについては後日発表[302]。
- 11日
  - 北海道日本ハムファイターズは、8月4日のエキシビションマッチ・対横浜DeNAベイスターズ戦（函館オーシャンスタジアム）の試合前に同僚選手に対して暴力行為を働いたとして、中田翔を統一選手契約書第17条違反により無期限の出場停止処分を科したことを発表[303]。
- 12日
  - 埼玉西武ライオンズの木村文紀、佐藤龍世と北海道日本ハムファイターズの平沼翔太、公文克彦との2対2の交換トレードが成立したことを両球団が発表[304]。翌13日にそれぞれ入団会見を行い、背番号は木村が「45」、佐藤が「49」、平沼が「31」、公文が「23」[305][306][307]。
- 13日
  - 2020年東京オリンピック開催により中断となっていた公式戦が再開[308]。
  - 阪神タイガースの佐藤輝明がプロ野球新人最多となるシーズン122三振[309]。
  - 読売ジャイアンツのチアゴ・ビエイラが対中日ドラゴンズ15回戦（東京ドーム）の9回表に大谷翔平、ロベルト・コルニエルの165km/hを超えるNPB最速の166km/hを計測[310]。
  - オリックス・バファローズの平野佳寿が1球セーブ。史上63人目（69度目）[311]。
- 14日
  - 埼玉西武ライオンズが対東北楽天ゴールデンイーグルス14回戦（メットライフドーム）で三重殺を完成。パ・リーグ史上85度目[312]。
- 15日
  - 福岡ソフトバンクホークスが対北海道日本ハムファイターズ17回戦（福岡PayPayドーム）で、6投手を継投してのノーヒットノーラン（投手：カーター・スチュワート、津森宥紀、嘉弥真新也、松本裕樹、板東湧梧、甲斐野央）。継投でのノーヒットノーランは史上5度目で、0-0の引き分けでの達成は史上初[313]。
  - 東京ヤクルトスワローズの坂口智隆が通算1500試合出場。史上197人目[314]。
- 17日
  - 読売ジャイアンツは、育成選手契約でBCリーグ・栃木のダニエル・ミサキの獲得を発表。背番号は「002」[315][316]。
  - 阪神タイガースの佐藤輝明が21号本塁打を打ち、新人左打者の最多本塁打記録を更新[317]。
- 18日
  - 福岡ソフトバンクホークスは、球団記録である38イニング連続無失点を更新し、42イニングの球団新記録を達成[318]。
  - 広島東洋カープは、前年までプレーしたクリス・ジョンソンが現役を引退することを発表[319]。
- 20日
  - 読売ジャイアンツは、暴行問題で全試合出場停止中の北海道日本ハムファイターズの中田翔を交換要員なしの無償トレードで獲得したことを発表。背番号は「10」。それに伴い、NPBは出場停止処分を同日付けで解除[320][321]。 → 8月11日の出来事参照
  - 前日の19日夜に福岡PayPayドーム内にあるロッカールームから福岡ソフトバンクホークスの和田毅のグラブを換金目的で盗んだとして、福岡県警福岡中央署はドーム内の清掃を請け負っていた会社に所属する23歳の清掃作業員の男を窃盗容疑で逮捕[322]。その後の調べで同じソフトバンクの千賀滉大や東京ヤクルトスワローズの山田哲人など11球団78選手の用具824点が被害に遭っていたことが判明。男は起訴され、福岡地方裁判所は12月6日、懲役2年、執行猶予3年の有罪判決を言い渡した[323]。
  - 福岡ソフトバンクホークスは、対千葉ロッテマリーンズ14回戦（福岡PayPayドーム）の4回表に失点し、連続イニング無失点の球団記録更新が45イニングでストップ[324]。
- 21日
  - オリックス・バファローズは、元サンディエゴ・パドレスで同年はBCリーグ・茨城アストロプラネッツでプレーしたセサル・バルガスを獲得したことを発表。背番号は「59」[325]。
  - 東京ヤクルトスワローズの青木宣親が通算300二塁打。史上74人目[326]。
- 22日
  - 埼玉西武ライオンズの中村剛也が対オリックス・バファローズ18回戦（京セラドーム大阪）の1回表に、通算22本目となる満塁本塁打を打ち、自身が持つ通算満塁本塁打のプロ野球記録を更新[327]。また、水上由伸が甲斐野央の13試合を抜くパ・リーグ新記録の新人で開幕から14試合連続無失点を達成[328]。
- 23日
  - NPBは、読売ジャイアンツのエリック・テームズを自由契約選手として公示[329]。
  - 中日ドラゴンズは、去る8月3日に死去した木下雄介（享年27）の追悼試合を9月5日に一軍の対横浜DeNAベイスターズ戦（バンテリンドーム ナゴヤ）、二軍の対阪神タイガース戦（ナゴヤ球場）で実施することを発表。一軍では試合開始前に追悼セレモニーも行われる[330]。
- 25日
  - 埼玉西武ライオンズは、佐々木健に対し1カ月対外試合出場禁止の処分を科したことを発表。佐々木は球団で定めた新型コロナウイルス感染防止のルールに違反し、本年7月と8月に同居家族以外の知人女性と長時間面会、および球団から義務付けられている行動記録の未提出と記載漏れが判明したことによるもの[331]。
  - 横浜DeNAベイスターズの牧秀悟がサイクル安打を達成。史上70人目、通算75度目[332]。新人の達成はNPB公式戦史上初[333]。
- 26日
  - NPBは、8月24日に行われた埼玉西武ライオンズ対福岡ソフトバンクホークス16回戦（メットライフドーム）の1回裏について公式記録を訂正することを発表[334][335]。
  - 阪神タイガース二軍が13連勝（引き分け挟む）のウエスタン・リーグタイ記録[336]。
- 27日
  - 中日ドラゴンズは、育成契約の石岡諒太の支配下選手復帰を発表。背番号は「00」[337]。
  - 中日ドラゴンズの福留孝介が通算1000四球。史上16人目[338]。
  - 北海道日本ハムファイターズの西川遥輝が通算300盗塁。史上30人目[339]。
  - 千葉ロッテマリーンズの国吉佑樹が対東北楽天ゴールデンイーグルス16回戦で移籍後初勝利を挙げ、史上11人目となる同一年に2球団での勝利を記録。今シーズン1勝目も楽天戦であり、同じチームを相手に同一年に2球団で勝利したのは1948年の林直明以来73年ぶり[340]。
- 28日
  - 読売ジャイアンツのチアゴ・ビエイラが高木京介の29試合を超える30試合連続無失点の球団新記録[341]。
  - この日行われた6試合中、4試合が引き分け。5月16日以来史上2度目の同日に4試合引き分け。福岡ソフトバンクホークスと埼玉西武ライオンズはシーズン17引き分けとなり、1974年の南海ホークスの16引き分けを更新するパ・リーグ新記録、さらにシーズン全チーム総引き分けが75試合となり2012年の74試合を抜くプロ野球記録になった[342]。
- 29日
  - 千葉ロッテマリーンズは、福田秀平が新型コロナウイルスに感染したことを発表[343]。
  - 北海道日本ハムファイターズは、上野響平が新型コロナウイルスに感染したことを発表[344]。
- 30日
  - 横浜DeNAベイスターズは、育成選手の宮國椋丞を支配下選手契約したことを発表。背番号は「65」[345]。
  - 福岡ソフトバンクホークスは、育成選手の渡邉陸を支配下選手契約したことを発表。背番号は「79」[346]。
  - 読売ジャイアンツは、育成選手の鍬原拓也と喜多隆介を支配下選手契約したことを発表。背番号は鍬原が「46」、喜多が「94」[347]。
  - 千葉ロッテマリーンズは、育成選手の植田将太を支配下選手契約したことを発表。背番号は「95」[348]。
  - オリックス・バファローズは、育成選手の岡崎大輔を支配下選手契約したことを発表。背番号は「93」[349]。
  - 福岡ソフトバンクホークスは重田倫明が新型コロナウイルスに感染したことを発表[350]。
- 31日
  - 北海道日本ハムファイターズは、育成選手の宮田輝星を支配下選手契約したことを発表。背番号は「69」[351]。
  - 千葉ロッテマリーンズは、元広島東洋カープの小窪哲也の獲得を発表。背番号は「36」[352]。また、球団はこの日の対埼玉西武ライオンズ18回戦で勝利し、本拠地である千葉マリンスタジアム（QVCマリンフィールド/ZOZOマリンスタジアム）通算1000勝を達成[353]。
  - 東京ヤクルトスワローズは、ドミニカ共和国出身で前トロント・ブルージェイズ傘下のケリン・ホセを獲得したことを発表。登録名は「ケリン」で背番号は「71」[354]。
  - 阪神タイガース二軍が14連勝（引き分け挟む）のウエスタン・リーグ新記録[355]。

### 9月
- 1日
  - 阪神タイガース二軍が15連勝（引き分け挟む）し、1999年の読売ジャイアンツ二軍に並ぶファームタイ記録[356]。
  - 読売ジャイアンツのチアゴ・ビエイラが対東京ヤクルトスワローズ16回戦（京セラドーム大阪）の9回に登板し無失点に抑え、32試合連続無失点の外国人新記録を達成[357]。
- 2日
  - 読売ジャイアンツのチアゴ・ビエイラが対東京ヤクルトスワローズ17回戦（京セラドーム大阪）の9回表に失点し、連続無失点記録の更新が32試合でストップ[358]。
- 3日
  - 東京ヤクルトスワローズのアルバート・スアレスが対広島東洋カープ15回戦（東京ドーム）の1回表に160km/hを計測。弟のロベルト・スアレスも今季163km/hを計測しており、兄弟投手が揃って160km/h以上を計測するのはNPB初[359]。
  - オリックス・バファローズの平野佳寿が通算1000投球回。史上360人目[360]。
- 4日
  - 埼玉西武ライオンズの栗山巧が通算2000安打。史上54人目で西武の生え抜き選手初の達成[361]。
- 5日
  - NPBコミッショナーの斉藤惇は、前日に行われた東京ヤクルトスワローズ対広島東洋カープ16回戦（東京ドーム）の8回裏に球審へ選手交代の通告を怠ったとして、広島一軍監督の佐々岡真司に厳重注意の制裁を科したことを発表[362]。
  - 阪神タイガース二軍が16連勝（引き分け挟む）し、ファーム新記録を樹立[363]。
- 7日
  - 中日ドラゴンズの田島慎二が通算100ホールド。史上36人目[364]。
- 8日
  - 千葉ロッテマリーンズは、レオネス・マーティンが25号本塁打を打ち、球団通算8000号本塁打を達成[365]。また、益田直也が通算150セーブ。史上17人目[366]。
- 9日
  - 広島東洋カープの鈴木誠也が6試合連続本塁打の球団タイ記録を達成[367]。
  - 横浜DeNAベイスターズの牧秀悟がシーズン100安打を達成。球団の新人では1959年の桑田武以来62年振り3人目[368]。
  - 広島東洋カープの塹江敦哉が1球勝利。史上43人目、44度目[369]。
- 10日
  - 福岡ソフトバンクホークスの佐藤直樹が新型コロナウイルスの陽性判定を受けていたことが判明。これによりこの日予定されていたウエスタン・リーグの対オリックス戦（オセアンバファローズスタジアム舞洲）が中止となった[370]。
  - 阪神タイガースの西勇輝が通算100勝。史上140人目[371]。
- 11日
  - 阪神タイガースの糸井嘉男が通算300盗塁。史上31人目で40歳1カ月での達成は史上最年長[372]。
  - 北海道日本ハムファイターズが初回11得点のパ・リーグタイ記録、1イニング11得点の球団タイ記録を達成[373]。
- 12日
  - 中日ドラゴンズの福留孝介が谷繁元信の44歳4カ月を5日上回る球団最年長本塁打[374]。
- 13日
  - セ・リーグは、11月6日に開幕予定のクライマックスシリーズの冠スポンサーに、同リーグ公式戦のタイトルパートナーであるJERAが就くことを発表。名称は『2021 JERA クライマックスシリーズ セ』となる[375]。
  - 中日ドラゴンズ対東京ヤクルトスワローズ18回戦（バンテリンドーム ナゴヤ）にて、1-0で中日リードの9回表ヤクルトの攻撃、1死一・二塁で代打の川端慎吾が二塁ゴロを打ち、二塁手の堂上直倫は一塁走者の西浦直亨にタッチしようとしたが出来ず、川端のアウトを狙い一塁へ送球したがセーフ。一・二塁間で挟殺プレーが始まり、遊撃手の京田陽太は一度二塁ベースを踏んで、封殺を二塁塁審の嶋田哲也にアピールしたもののジャッジが行われず挟殺プレーは続行。この間に三塁を回っていた二塁走者の古賀優大が本塁を狙うもアウト。その直後に中日一軍監督の与田剛が「京田が二塁ベースを踏んだ」とリクエストを要求、これが認められ西浦もアウトとなり試合終了。直ちにヤクルト一軍監督の高津臣吾が「京田が二塁ベースを踏んだ瞬間に嶋田がきちんとアウトの宣告をしていれば古賀の本塁突入もなかった」と嶋田の落ち度を責め審判団に対し15分間抗議するも判定は覆らず[376]。
- 14日
  - 読売ジャイアンツの山口俊が史上初となる4回目の危険球退場[377]。
- 15日
  - 7・8月度の月間サヨナラ賞の受賞選手が発表され、セ・リーグは阪神の大山悠輔が、パ・リーグは日本ハムの髙濱祐仁がそれぞれ初受賞した[378]。
  - 阪神タイガース二軍が福岡ソフトバンクホークス二軍に1-5で敗れ、18連勝（引き分け挟む）でファーム記録更新がストップした[379]。
- 16日
  - 阪神タイガースは、2022年シーズンより阪神甲子園球場での主催試合における右翼外野席を「阪神タイガース専用応援席」とし、他球団の応援・グッズ使用・衣装の着用を禁止することを発表[380]。また、俊介が今季限りでの現役引退を表明[381]。
  - 福岡ソフトバンクホークスは、本拠地福岡PayPayドームの左翼スタンドに並ぶ人型ロボットPepper 100体の応援団が、「最大のロボット応援団」としてギネス世界記録に認定されたと発表[382]。また同球団は、この日の対千葉ロッテマリーンズ19回戦（福岡PayPayドーム）で引き分け、シーズン19度目の引き分けとなり、1982年の中日ドラゴンズに並びプロ野球タイ記録となった[383]。
  - 2022年のオールスターゲームの日程が決定し、第1戦は7月26日に福岡PayPayドーム、第2戦は同27日に松山坊っちゃんスタジアムで行われることが発表された[384]。
- 17日
  - 読売ジャイアンツの松原聖弥がシーズン二桁本塁打。育成出身選手では史上2人目、セ・リーグ初[385]。
- 18日
  - NPB審判員の白井一行が通算1500試合出場。史上98人目、現役審判では18人目[386]。
  - 東京ヤクルトスワローズの塩見泰隆がサイクル安打を達成。史上71人目、76度目[387]。
- 19日
  - 東京ヤクルトスワローズの村上宗隆が通算100本塁打。史上303人目で21歳7カ月での達成は清原和博の21歳9カ月を抜き史上最年少[388]。なおヤクルトは前日の対読売ジャイアンツ戦とこの日の対広島東洋カープ戦でプロ野球タイ記録となる2試合連続毎回安打。史上19度目[389]。
- 20日
  - 阪神タイガースの桑原謙太朗が今季限りでの現役引退を表明[390]。
  - NPB審判員の名幸一明が通算1500試合出場。史上99人目、現役審判では19人目[391]。
- 21日
  - 東京ヤクルトスワローズの清水昇が36ホールド目を挙げ、近藤一樹の球団記録を更新[392]。
- 22日
  - 読売ジャイアンツの丸佳浩の偽造サイン入りユニフォームをインターネットのオークションサイトに出品したとして、警視庁生活経済課は24歳の配達業の男を不正競争防止法違反で逮捕。今年6月の家宅捜索では11球団・87選手分の偽造サインが入ったユニフォームなど90点以上が発見され押収されていた[393]。
  - 千葉ロッテマリーンズ二軍が横浜DeNAベイスターズ二軍に19-0で勝利し、7年ぶり11度目のイースタン・リーグ優勝。この試合でロッテ二軍は1イニング17得点のNPB新記録を達成[394]。
  - 東京ヤクルトスワローズは、リック・バンデンハークのウェイバー公示手続きを行ったと発表した[395]。
- 24日
  - オリックス・バファローズは、育成契約の西浦颯大から現役を引退するとの申し出があり、これを受理したことを発表[396]。
  - 阪神タイガース二軍がオリックス・バファローズ二軍に5-3で勝利し、3年ぶり17度目のウエスタン・リーグ優勝[397]。
- 26日
  - 東京ヤクルトスワローズの村上宗隆が岡本和真の22歳3カ月を抜き、史上最年少となる21歳7カ月でシーズン100打点到達[398]。
  - 広島東洋カープの菊池保則が1球勝利。史上44人目（45度目）[399]。また、栗林良吏が球団新人最多記録を更新する26セーブ、新人タイ記録の9試合連続セーブ[400]。
- 28日
  - 阪神タイガースの中田賢一が現役引退を表明[401]。また、佐藤輝明が1993年のケルビン・トーベに並ぶNPB野手53打席連続無安打のワーストタイ記録[402]。
  - オリックス・バファローズのT-岡田が通算200本塁打。史上111人目[403]。
  - 横浜DeNAベイスターズの牧秀悟がシーズン117安打とし、1959年の桑田武に並ぶ球団新人最多タイ記録[404]。
  - 東京ヤクルトスワローズの雄平が今季限りでの現役引退を表明[405]。
  - 広島東洋カープの栗林良吏が新人最多記録を更新する10試合連続セーブ[406]。
- 29日
  - 福岡ソフトバンクホークスのウラディミール・バレンティンが退団を表明[407]。また、松田宣浩が通算300本塁打。史上44人目[408]。
  - 中日ドラゴンズは、藤井淳志の今季限りでの現役引退を発表[409]。
  - 横浜DeNAベイスターズの宮﨑敏郎が通算100本塁打。史上304人目[410]。また、牧秀悟がシーズン118本目の安打を打ち、桑田武が持つ球団新人最多記録を更新[411]。
  - NPBは、東京ヤクルトスワローズからウェイバー公示されていたリック・バンデンハークを自由契約選手として公示したことを発表[412]。→9月22日の出来事も参照
  - 阪神タイガースは、岩田稔の今季限りでの現役引退を発表[413]。 また、佐藤輝明が54打席連続無安打のNPB野手ワースト記録を更新[414]。
- 30日
  - 中日ドラゴンズは、山井大介の今季限りでの現役引退を発表[415]。
  - 東北楽天ゴールデンイーグルスの浅村栄斗が通算1500試合出場。史上198人目で平成生まれで初[416]。

### 10月
- 1日
  - 北海道日本ハムファイターズは、斎藤佑樹の今季限りでの現役引退を発表[417]。
  - 東京ヤクルトスワローズの今野龍太が1球勝利。史上45人目（46度目）[418]。
- 2日
  - 読売ジャイアンツの坂本勇人が通算400二塁打。史上14人目で、32歳9カ月での達成は榎本喜八の33歳10カ月を抜き史上最年少[419]。
- 3日
  - 東京ヤクルトスワローズの石川雅規が通算500試合登板。史上103人目[420]。
  - 阪神タイガースの佐藤輝明が1955年の大石正彦の57打席を超え、58打席連続無安打の投手含むセ・リーグワースト記録を更新[421]。
  - 東京ヤクルトスワローズのアルバート・スアレスと阪神タイガースのロベルト・スアレスがともにセーブを記録し、プロ野球史上初となる「兄弟同日セーブ」を達成[422]。
- 4日
  - 第1次戦力外通告期間がスタート（支配下選手は11月5日[注 1]まで、育成選手は10月29日まで）[424][423]。
  - 東北楽天ゴールデンイーグルスは、藤田一也に対し来季の契約を結ばないことを発表[425]。
  - 読売ジャイアンツは、松井義弥、育成の山川和大、平井快青、田中優大、加藤壮太の計5選手に来季の契約を結ばないと通達。また、いずれも育成の谷岡竜平、與那原大剛、堀田賢慎、黒田響生、山下航汰の5選手に自由契約とすることを発表した[426]。
  - 福岡ソフトバンクホークスは、メキシコ出身のアレクサンダー・アルメンタと、ともにドミニカ共和国出身のマイロン・フェリックスとフランケリー・ヘラルディーノの3外国人選手を育成契約で獲得したことを発表。背番号はアルメンタが「135」、フェリックスが「141」、ヘラルディーノが「146」[427]。
- 5日
  - 埼玉西武ライオンズは、育成契約の多和田真三郎、大窪士夢の両名に対し来季の契約を結ばないことを発表[428]。
  - 横浜DeNAベイスターズは、齋藤俊介、勝又温史、飯塚悟史、進藤拓也、武藤祐太、風張蓮、笠井崇正、中井大介、乙坂智、育成契約のレミー・コルデロの10選手と来季の契約を結ばないことを発表した[429]。
  - 北海道日本ハムファイターズは、育成の海老原一佳に対し来季の契約を結ばないことを発表した[430]。
  - オリックス・バファローズは、吉田一将、荒西祐大、飯田優也、榊原翼、鈴木優、神戸文也、育成契約の稲富宏樹、古長拓の8選手と来季の契約を結ばないことを発表した[431]。
  - 読売ジャイアンツは、二軍監督の阿部慎之助を一軍作戦コーチに、三軍監督の二岡智宏を二軍監督代行に、一軍野手総合コーチの石井琢朗を三軍野手コーチにそれぞれ配置転換することを発表した[432]。
  - 阪神タイガースは、荒木郁也、伊藤和雄、石井将希、育成契約の鈴木翔太、藤谷洸介の5選手に来季の契約を結ばないことを通知した[433]。また、佐藤輝明が対横浜DeNAベイスターズ23回戦（横浜スタジアム）の1回表に安打を打ち、59打席で投手含むセ・リーグワースト連続打席無安打記録更新がストップ[434]。
  - 福岡ソフトバンクホークスの今宮健太が通算1000安打。史上311人目[435]。また嘉弥真新也が通算100ホールド。史上40人目[436]。さらにウラディミール・バレンティンについてウェイバー公示手続きを申請したことを発表した[437]。
- 6日
  - 東京ヤクルトスワローズは、中尾輝、歳内宏明、蔵本治孝の3選手に対して来季の契約を結ばないことを発表した[438]。
  - 読売ジャイアンツは、二軍巡回打撃コーチの山崎章弘と二軍ブルペンコーチの高橋信夫が今季限りで退任することを発表した[439]。
  - 阪神タイガースが対横浜DeNAベイスターズ24回戦（横浜スタジアム）に2-0で勝利しクライマックスシリーズ進出が確定[440]。
  - 東京ヤクルトスワローズが対読売ジャイアンツ21回戦（神宮球場）に3-0で勝利しクライマックスシリーズ進出が確定[440]。
- 7日
  - 中日ドラゴンズは、遠藤一星、井領雅貴、武田健吾、三ツ間卓也、ランディ・ロサリオ、育成契約の丸山泰資の6選手に対して来季の契約を結ばないことを通告した[441]。
  - 読売ジャイアンツは、スカウト部参与の水野雄仁がこの日付けでスカウト部長に就任したことを発表した[442]。
- 8日
  - 福岡ソフトバンクホークスは、長谷川勇也が今季限りで現役を引退することを発表した[443]。
  - 横浜DeNAベイスターズを戦力外となった中井大介が今季限りでの現役引退を自身のInstagramで表明[444]。
- 9日
  - ファーム日本選手権（ひなたサンマリンスタジアム宮崎）で、阪神タイガース二軍が3-2で千葉ロッテマリーンズ二軍に勝利し3年ぶり6度目のファーム日本一。MVPは阪神の遠藤成[445]。
- 10日
  - 中日ドラゴンズの福留孝介がNPB通算2000試合出場を達成。史上54人目で44歳5カ月での達成は落合博満の42歳5カ月を上回り史上最年長[446]。
- 11日
  - プロ野球ドラフト会議 supported by リポビタンDが行われ、支配下で77人、育成で51人の計128人がプロから指名を受けた[447]。
- 12日
  - NPBは、福岡ソフトバンクホークスからウェイバー公示されていたウラディミール・バレンティンを自由契約選手として公示[448]。 → 10月5日の出来事参照
  - 中日ドラゴンズは、一軍監督の与田剛から今季限りでの退任の申し出を受諾したことと、球団OBで野球評論家の立浪和義に次期監督就任を要請したことを発表[449]。
  - オリックス・バファローズが対千葉ロッテマリーンズ23回戦（京セラドーム）で2-2で引き分け、2014年シーズン以来7年ぶりのクライマックスシリーズ進出が確定[450]。
  - 昨年いずれも優勝し日本シリーズで対戦した福岡ソフトバンクホークスと読売ジャイアンツのリーグ優勝の可能性が同時に消滅、ソフトバンクはリーグ2連覇、巨人はリーグ3連覇をそれぞれ逃した[451]。
  - 広島東洋カープの栗林良吏が球団新記録となる15試合連続セーブ[452]。
- 13日
  - 横浜DeNAベイスターズは、戦力外通告した勝又温史を育成選手として再契約の上、投手から外野手に転向することを発表[453]。
- 14日
  - 広島東洋カープは、今村猛、鈴木寛人、中村恭平、行木俊、育成契約の畝章真、佐々木健の6選手に対して来季の契約を結ばないことを通告した。行木とは育成選手として再契約の方針[454]。
  - 9月度の月間サヨナラ賞の受賞選手が発表され、セ・リーグは広島東洋カーブの坂倉将吾が初受賞、パ・リーグは千葉ロッテマリーンズのブランドン・レアードが4度目の受賞となった[455]。
  - 阪神タイガースの佐藤輝明がシーズン166個目の三振を喫し、2014年のマウロ・ゴメスに並ぶ球団最多タイ記録[456]。
  - 埼玉西武ライオンズの平良海馬がシーズン20セーブ目。今季既に21ホールドを記録しており、同一シーズンに20セーブと20ホールドを記録するのは2011年の久保裕也以来史上2人目でパ・リーグでは初[457]。
- 15日
  - 横浜DeNAベイスターズは、戦力外通告した武藤祐太と中井大介が今季限りで現役を引退することを発表した[458]。→10月5日及び10月8日の出来事参照
  - 阪神タイガースは、奥山皓太に対し来季の契約を結ばないことを通告した[459]。
  - 千葉ロッテマリーンズが対福岡ソフトバンクホークス22回戦（ZOZOマリンスタジアム）に3-1で勝利し、クライマックスシリーズ進出が確定[460]。
- 16日
  - 北海道日本ハムファイターズは、一軍監督の栗山英樹が今季限りで退任することを発表した[461]。
- 17日
  - 東京ヤクルトスワローズの清水昇が浅尾拓也の日本記録を更新するシーズン48ホールド目を記録[462]。
  - 阪神タイガースの佐藤輝明がシーズン167個目の三振を喫し、球団ワースト記録を更新[463]。
- 18日
  - 福岡ソフトバンクホークスは、渡邉雄大、川原弘之、育成契約の吉住晴斗の3選手に対して来期の契約を結ばないことを通達[464]。
  - 千葉ロッテマリーンズの益田直也が2002年の小林雅英に並ぶ球団最多タイのシーズン37セーブ目[465]。
  - 北海道日本ハムファイターズの加藤貴之がプロ初完投初完封。先発106試合目での初完投は史上最遅[466]。
- 19日
  - 中日ドラゴンズは、一軍ヘッドコーチの伊東勤と一軍投手コーチの阿波野秀幸が今季限りで退団することを発表した[467]。
  - 阪神タイガース対東京ヤクルトスワローズ24回戦（阪神甲子園球場）の試合中の21時30分頃、右翼観客席で酔った状態の32歳の男がマスク無しで大声で声援を送っていたことを警備員に注意されたところ、口に含んだビールを吹きかけ、駆けつけた兵庫県警甲子園署員に現行犯逮捕される事件が発生[468]。
- 20日
  - 埼玉西武ライオンズは、小川龍也と榎田大樹の両名に対して来季の契約を結ばないことを通告した[469]。
  - 中日ドラゴンズは、二軍野手総合コーチの立石充男が今季限りで退任することを発表。退任は本人の申し出によるもの[470]。また、マイク・ガーバーと来季の契約を結ばないことも発表した[471]。
  - オリックス・バファローズは、育成契約の近藤大亮、東晃平、フェリペの3選手に対して来季の契約を結ばないことを通告。近藤と東は育成再契約の見通し[472]。
- 21日
  - 読売ジャイアンツは、亀井善行が今季限りで現役を引退することを発表した[473]。
- 22日
  - 読売ジャイアンツは、大竹寛が今季限りで現役を引退することを発表した[474]。
- 23日
  - 読売ジャイアンツが対東京ヤクルトスワローズ24回戦（東京ドーム）に11-1で勝利により3位が確定し、クライマックスシリーズ進出が決定[475]。同時に、広島東洋カープも4位が確定し、3年連続のBクラス[476]。
  - 東北楽天ゴールデンイーグルスが対福岡ソフトバンクホークス24回戦（楽天生命パーク宮城）で8-1で勝利により3位が確定し、2年ぶりのクライマックスシリーズ進出が決定[477]。福岡ソフトバンクホークスは4位が確定し8年ぶりのBクラス[478]。
- 24日
  - 千葉ロッテマリーンズの益田直也が球団新記録となるシーズン38セーブ目を記録[479]。→10月18日の出来事も参照。また、球団は育成のホセ・アコスタと来季の契約を結ばないことを発表した[480]。
  - 阪神タイガースの佐藤輝明が対広島東洋カープ24回戦（マツダスタジアム）で2安打を放ち今季100安打に到達。阪神では中野拓夢も127安打を放っており、同一球団の新人野手2人が同時に100安打を放ったのはドラフト制後初[481]。
  - 読売ジャイアンツは対東京ヤクルトスワローズ25回戦（神宮球場）に敗れシーズン負け越しが決定。パ・リーグでは福岡ソフトバンクホークスもシーズン負け越しが決定しており、前年度優勝チームが両リーグ共に負け越すのは史上初[482]。
- 25日
  - 北海道日本ハムファイターズは、今井順之助と育成契約の鈴木遼太郎の2選手に対し来季の契約を結ばないことを通告[483]。また谷口雄也が今季限りで現役を引退することも発表された[484]。
  - 埼玉西武ライオンズは、伊藤翔、吉川光夫、中塚駿太、齊藤大将、粟津凱士、駒月仁人、綱島龍生、育成契約の中熊大智の8選手に対し来季の契約を結ばないことを通告。伊藤、齋藤、粟津、中熊は育成で再契約の見通し[485]。
  - オリックス・バファローズの山本由伸が、対東北楽天ゴールデンイーグルス25回戦（楽天生命パーク宮城）を9回完封で勝利し、球団新記録となる15連勝[486]。
  - 東京ヤクルトスワローズを戦力外となった蔵本治孝が今季限りでの現役引退を自身のtwitterで表明[487]。
- 26日
  - 読売ジャイアンツは、野上亮磨が今季限りで現役引退することを発表した[488]。
  - 福岡ソフトバンクホークスは、一軍監督の工藤公康の退任を発表[489]。また、髙谷裕亮、川島慶三、釜元豪の3選手に対し来季の契約を結ばないことを通達[490][491][492]。
  - 東北楽天ゴールデンイーグルスは、牧田和久、菅原秀、福森耀真、引地秀一郎、佐藤智輝、足立祐一、下妻貴寛、下水流昂の8選手と来季の契約を結ばないことを発表した。福森、引地、佐藤とは育成選手として再契約の見込み[493]。
  - 日本政府は、2021年度の文化勲章受章者に読売ジャイアンツ終身名誉監督の長嶋茂雄を選出したことを発表。野球界からの選出は初[494]。
  - 横浜DeNAベイスターズの牧秀悟がシーズン35本目の二塁打を打ち、長嶋茂雄の34本を超えるセ・リーグ新人最多二塁打記録を更新。また、牧はシーズン14度目の猛打賞とし、長嶋に並ぶ新人最多タイ記録。さらにシーズン36度目の複数安打を記録し近藤和彦の球団新人記録を更新した[495]。
  - 東京ヤクルトスワローズが対横浜DeNAベイスターズ25回戦（横浜スタジアム）に5-1で勝利し、阪神タイガースが対中日ドラゴンズ25回戦（阪神甲子園球場）に0-4で敗北したため、ヤクルトの6年ぶり8度目のセントラル・リーグ優勝が決定[496]。また、中日が勝利しDeNAが敗北したため、セントラル・リーグの全順位が確定[497]。
- 27日
  - 北海道日本ハムファイターズは、新たなGM職に球団OBで元侍ジャパン監督の稲葉篤紀が就任することを発表[498]。
  - 千葉ロッテマリーンズは、育成契約の原嵩に対し来季の契約を結ばないことを通告した[499]。
  - 広島東洋カープは、一軍監督の佐々岡真司に来季続投を要請し、佐々岡もこれを受諾したことを発表[500]。
  - 東京ヤクルトスワローズは、日本シリーズに進出した場合、ホーム試合を東京ドームで開催することを発表。明治神宮野球大会と日程が重なり神宮球場が使用できないため[501]。
  - 東北楽天ゴールデンイーグルスの則本昂大が通算1500奪三振。史上58人目で、1448回2/3での達成は右投手史上最速[502]。
  - 千葉ロッテマリーンズが対東北楽天ゴールデンイーグルス25回戦（楽天生命パーク宮城）に2-1で敗れたため、オリックス・バファローズの25年ぶり13回目のパシフィック・リーグ優勝が決定[503]。両リーグとも前年度最下位のチームが優勝するのは史上初[504]、全日程終了後の優勝決定は1988年の西武ライオンズ以来史上3度目[505]。
- 28日
  - 北海道日本ハムファイターズは、一軍ヘッドコーチ兼打撃コーチの小笠原道大がレギュラーシーズン終了をもって退団すると発表した[506]。
  - 東北楽天ゴールデンイーグルスは、育成契約の則本佳樹に対し、来季の契約を結ばないことを通達した[507]。
- 29日
  - 中日ドラゴンズは、立浪和義が一軍監督に就任することを正式発表[508]。同時に来季の一軍コーチ陣と、退団する今季の一軍コーチを以下のように発表[509]。
    - 【入団・留任】落合英二（ヘッド兼投手コーチ）、大塚晶文（投手コーチ）、中村紀洋（打撃コーチ）、森野将彦（打撃コーチ）、荒木雅博（内野守備走塁コーチ）、大西崇之（外野守備走塁コーチ）、西山秀二（バッテリーコーチ）
    - 【退団】栗原健太（打撃コーチ）、アロンゾ・パウエル（打撃コーチ）、村上隆行（巡回打撃コーチ）、赤堀元之（投手コーチ）、中村武志（バッテリーコーチ）

  - 福岡ソフトバンクホークスは、二軍監督の藤本博史が一軍監督に就任することを発表[510]。また、一軍打撃コーチの立花義家、平石洋介、ファーム投手総括コーチの倉野信次の退団を発表した[511]。
  - 北海道日本ハムファイターズは、球団OBの新庄剛志が一軍監督に就任することを発表[512]。
  - オリックス・バファローズは、いずれも育成契約の佐藤優悟と田城飛翔に対し、来季の契約を結ばないことを通達した[513]。
  - 読売ジャイアンツは、三軍野手総合コーチの金城龍彦の一軍守備走塁コーチへの配置転換と、一軍作戦コーチの吉村禎章の来季からのフロント入りを発表した。吉村はクライマックスシリーズファーストステージのベンチからは外れる[514]。
  - 横浜DeNAベイスターズの宮﨑敏郎が今季取得した国内FA権を行使せず、6年契約で残留すると表明した。6年契約は現一軍監督の三浦大輔に並び、球団史上最長[515]。また、一軍打撃コーチの坪井智哉が今季限りでの退団を自身のInstagramで表明[516]。
  - 埼玉西武ライオンズは、二軍投手コーチの杉山賢人と来季の契約を結ばないことを発表した[517]。
  - 千葉ロッテマリーンズは、小窪哲也と南昌輝が今季限りで現役を引退することを発表[518]。
  - 東京ヤクルトスワローズの小川泰弘が通算1000奪三振。史上153人目[519]。
- 30日
  - 中日ドラゴンズは、コロナ緊急事態宣言下の今夏に遠征先でチームの禁止事項に違反して外食をしていたとして、山下斐紹をこの日から10日間の自宅謹慎処分にしたことを発表[520]。
  - 北海道日本ハムファイターズは、二軍監督の原田豊が今季限りで退団することを発表[521]。
  - 横浜DeNAベイスターズは、戦力外通告をした齋藤俊介が今季限りで現役を引退することを発表[522]。→10月5日の出来事参照
  - 北海道日本ハムファイターズが対千葉ロッテマリーンズ25回戦（ZOZOマリン）で5-3で勝利し、パシフィック・リーグの全順位が確定。埼玉西武ライオンズが最下位になるのは、1979年以来42年ぶり[523]。
  - パシフィック・リーグの全日程終了。オリックス・バファローズの山本由伸が投手四冠達成、チーム初で2006年の斉藤和巳以来、史上12人目[524]。盗塁王の4人同時達成はNPB史上初で、かつ24回はパ・リーグ史上最少、さらに千葉ロッテマリーンズの和田康士朗が史上最少打席の24打席、荻野貴司は史上最年長となる36歳での達成[525]。
- 31日
  - 福岡ソフトバンクホークスは、戦力外通告をした髙谷裕亮が現役を引退することを発表[526]。→10月26日の出来事参照
  - 北海道日本ハムファイターズは、一軍投手コーチの荒木大輔と、一軍打撃コーチの高橋信二が今季限りで退団することを発表[527]。
  - 千葉ロッテマリーンズは、鳥谷敬が今季限りで現役を引退することを発表[528]。
  - 横浜DeNAベイスターズは、エドウィン・エスコバーとネフタリ・ソトの両外国人選手との来季契約を発表[529]。

### 11月
- 1日
  - 福岡ソフトバンクホークスは、来季のコーチ陣容を以下の通り発表した[530]。
    - 【一軍】藤本博史（監督）、森浩之（三軍監督 → ヘッドコーチ）、村上隆行（打撃コーチ）、長谷川勇也（打撃コーチ）、森山良二（投手コーチ）、斉藤学（リハビリ担当コーチ → 投手コーチ）、本多雄一（内野守備走塁コーチ）、村松有人（外野守備走塁コーチ）、吉鶴憲治（バッテリーコーチ）、金星根（監督付特別アドバイザー）
    - 【二軍】小久保裕紀（監督）、田之上慶三郎（投手コーチ）、高村祐（投手コーチ）、吉本亮（打撃コーチ）、関川浩一（外野守備走塁コーチ）、松山秀明（内野守備走塁コーチ）、井出竜也（外野守備走塁コーチ）、髙谷裕亮（バッテリーコーチ）
    - 【三軍】小川史（監督）、若田部健一（投手コーチ）、中田賢一（投手コーチ）、大道典嘉（打撃コーチ）、笹川隆（内野守備走塁コーチ）、 城所龍磨（打撃兼外野守備走塁コーチ）、的山哲也（バッテリーコーチ）、佐久本昌広（リハビリ担当コーチ）

  - 東北楽天ゴールデンイーグルスは、池田駿が現役引退することを発表した[531]。
  - オリックス・バファローズは、一軍監督の中嶋聡との来期契約締結と、二軍内野守備走塁コーチの高口隆行と二軍外野守備走塁コーチの佐竹学の両名と来季の契約を行わないことを発表[532]。
  - 北海道日本ハムファイターズの杉谷拳士が、取得している海外FA権を行使せず残留することを表明[533]。
  - 東京ヤクルトスワローズ対広島東洋カープ25回戦（神宮球場）で、ヤクルトの石川雅規が6回表に3番手で登板したため、連続先発登板のセ・リーグ記録更新が306でストップ[534]。また、広島の栗林良吏が新人最多タイ記録となる37セーブと歴代2位タイとなる20試合連続セーブを達成[535]。
  - 埼玉西武ライオンズは、二軍内野守備走塁コーチの鬼﨑裕司と来季の契約を結ばないことを発表した[536]。
  - セントラル・リーグの全日程が終了し個人タイトルが確定。読売ジャイアンツの岡本和真が球団では1976年、77年の王貞治以来となる2年連続で本塁打と打点の2冠王に輝いた[537]。また、東京ヤクルトスワローズの村上宗隆も本塁打王を獲得、21歳シーズンでの獲得は1955年の町田行彦に並ぶセ・リーグ最年少タイ。日本人2名が同時に本塁打王になるのは、1984年の宇野勝と掛布雅之以来37年ぶり[538]。
- 2日
  - 横浜DeNAベイスターズは、二軍投手コーチの藤岡好明の退団と[539]、フランディー・デラロサと来季の契約を結ばないことを発表した[540]。
  - 千葉ロッテマリーンズは、石崎剛、永野将司、宗接唯人、髙濱卓也、松田進の5選手に対し、来季の契約を結ばないことを通達。髙濱は現役引退の意向[541]。
  - 北海道日本ハムファイターズは、鶴岡慎也と村田透の退団を発表[542]。また、樋口龍之介、長谷川凌汰、田中瑛斗、難波侑平の4選手に対し来季の契約を結ばないことを通達[543]。
  - 阪神タイガースは、野手総合コーチの清水雅治、バッテリーコーチの山田勝彦、育成コーチの高橋建、外野守備走塁コーチの中村豊、打撃コーチの平野恵一、以上二軍コーチ5名が退団すると発表した[544]。
  - 読売ジャイアンツは、三軍野手総合コーチの片岡治大と三軍野手コーチの石井琢朗の退団を発表[545]。
  - 東北楽天ゴールデンイーグルスは、二軍投手コーチの館山昌平と育成守備走塁コーチの酒井忠晴が退任すると発表した[546]。
  - 埼玉西武ライオンズは、駐米国際業務担当として、かつてオリックスなど3球団でプレーしたフェルナンド・セギノールと契約したことを発表[547]。
  - 中日ドラゴンズは、二軍監督に片岡篤史、二軍投手コーチに今季引退した山井大介が就任することを発表[548]。
- 3日
  - 埼玉西武ライオンズは、来季のコーチ陣容を以下の通り発表[549]。
    - 【一軍】辻発彦（監督）、松井稼頭央（二軍監督→ヘッドコーチ）、平石洋介（打撃コーチ）、高山久（打撃コーチ）、豊田清（投手コーチ）、青木勇人（投手コーチ）、黒田哲史（内野守備走塁コーチ）、佐藤友亮（外野守備走塁コーチ）、野田浩輔（バッテリーコーチ）
    - 【二軍】西口文也（二軍投手コーチ→監督）、小関竜也（一軍外野守備走塁コーチ→野手総合兼打撃コーチ）、上本達之（打撃コーチ）、清川栄治（投手総合コーチ）、大石達也（投手コーチ）、長田秀一郎（投手コーチ）、阿部真宏（一軍打撃コーチ→内野守備走塁コーチ）、赤田将吾（一軍打撃コーチ→外野守備走塁コーチ）、中田祥多（ブルペン捕手兼ファーム用具補佐→バッテリーコーチ）、田辺徳雄（三軍統括コーチ→野手特命コーチ）、嶋重宣（野手コーチ）
    - 【選手兼任】内海哲也（投手兼投手コーチ）

  - オリックス・バファローズは、金田和之、勝俣翔貴、廣澤伸哉、岡﨑大輔の4選手に対し来季の契約を結ばないことを通告した[550]。
  - 広島東洋カープは、髙橋大樹、桒原樹、永井敦士の3選手に対し来季の契約を結ばないことを通告[551]。また、二軍内野守備走塁コーチの山田和利と三軍投手育成強化担当の澤﨑俊和が今季限りで退団することを発表した[552]。
  - 横浜DeNAベイスターズは、いずれも球団OBの斎藤隆、鈴木尚典、小杉陽太の3名と来期のコーチ契約を締結したことを発表[553]。
- 4日
  - 広島東洋カープは、元MLBテキサス・レンジャーズのドリュー・アンダーソンと契約締結したことを発表[554]。
  - 北海道日本ハムファイターズは、一軍投手コーチの厚澤和幸が退団することを発表した[555]。
  - 東京ヤクルトスワローズは、大村孟と来季の契約を結ばないことを発表した[556]。
  - 中日ドラゴンズは、来季の二軍スタッフと今季限りで退団する二軍コーチを以下の通り発表[557]。
    - 【入団・留任】片岡篤史（監督）、小笠原孝（投手コーチ）、山井大介（投手コーチ）、浅尾拓也（投手コーチ）、波留敏夫（打撃コーチ）、小田幸平（バッテリーコーチ）、渡邉博幸（内野守備走塁コーチ）、中村豊（外野守備走塁コーチ）、英智（育成野手コーチ）
    - 【退団】工藤隆人（外野守備走塁コーチ）、武山真吾（バッテリーコーチ）

  - 相次ぐ不祥事により「度重なる不適切行動及び背信行為」を理由として、千葉ロッテマリーンズから選手契約を解除された清田育宏が球団を相手取り、契約解除は不当とし球団選手としての地位確認や約9700万円の損害賠償を求める訴訟を東京地方裁判所に起こしたことが明らかとなり、この日行われた第1回口頭弁論で球団側は請求棄却を求めた[558]。→ 1月15日、4月30日、5月23日の出来事参照
- 5日
  - NPBは、福岡ソフトバンクホークスのダニエル・アルバレスと東京ヤクルトスワローズのケリン・ホセの両名を自由契約選手として公示したことを発表[559]。→7月21日及び8月31日の出来事も参照
  - 広島東洋カープは、元MLBカンザスシティ・ロイヤルズのライアン・マクブルームと契約締結したことを発表[560]。また、堂林翔太が今期取得した国内FA権を行使せず残留することを表明した[561]。
  - 北海道日本ハムファイターズは、元MLBミルウォーキー・ブルワーズのレナート・ヌニェスと契約合意に達したことを発表した[562]。
  - 第1次戦力外通告期間終了。12球団で育成含め108名が戦力外[563]。
- 7日
  - 北海道日本ハムファイターズは、王柏融と来季の契約延長に合意したことを発表した[564]。
  - 東北楽天ゴールデンイーグルスは、ブランドン・ディクソンとルスネイ・カスティーヨの退団を発表。また、アラン・ブセニッツと育成契約の王彦程と来季の契約を結んだことを発表した[565]。
- 8日
  - 東北楽天ゴールデンイーグルスは、一軍打撃コーチの鉄平と育成捕手コーチの野村克則が退団すると発表[566]。また、雄平と佐竹学が来季のコーチに就任すると発表した[567]。
- 9日
  - 広島東洋カープは、元MLBシカゴ・ホワイトソックスのニック・ターリーと契約締結したことを発表した[568]。
- 10日
  - 北海道日本ハムファイターズは、ブライアン・ロドリゲスと来季の契約で合意したことを発表[569]。
  - 阪神タイガースは、工藤隆人が二軍守備走塁コーチに就任することを発表した[570]。
- 11日
  - 広島東洋カープは、小窪哲也が一軍内野守備走塁コーチに就任することを発表[571]。
- 12日
  - 埼玉西武ライオンズは、ザック・ニール、リード・ギャレット、コーリー・スパンジェンバーグ、マット・ダーモディの4外国人選手に対して来季の契約を結ばないことを発表した[572]。
  - 福岡ソフトバンクホークスは、ドミニカ共和国出身で17歳のマルコ・シモンが育成契約で入団することを発表。背番号は「144」[573]。
  - 東北楽天ゴールデンイーグルスは、一軍監督の石井一久の来期続投を正式に発表[574]。
  - クライマックスシリーズファイナルステージで、東京ヤクルトスワローズとオリックス・バファローズがともにアドバンテージ含めて3勝1分けで日本シリーズ進出決定。両リーグともに無敗で日本シリーズ進出を決めるのはCS導入後初[575]。
- 13日
  - 第2次戦力外通告期間開始。日本シリーズ終了翌日（移動のあるチームは翌々日）まで[576]。
  - 東北楽天ゴールデンイーグルスは、来季のコーチ陣容を以下の通り発表した[577]。
    - 【一軍】石井一久（監督）、真喜志康永（ヘッドコーチ）、光山英和（バッテリー兼守備戦略コーチ）、立花義家（打撃コーチ）、渡辺直人（打撃コーチ）、小山伸一郎（投手コーチ）、石井貴（投手コーチ）、奈良原浩（内野守備走塁コーチ）、佐竹学（外野守備走塁コーチ）
    - 【二軍】三木肇（監督）、垣内哲也（打撃コーチ）、雄平（打撃コーチ）、永井怜（投手コーチ）、久保裕也（投手コーチ）、星孝典（バッテリーコーチ）、塩川達也（内野守備走塁コーチ）、岡田幸文（外野守備走塁コーチ）、後藤武敏（育成総合兼打撃コーチ）、金森栄治（育成打撃コーチ）、今江敏晃（育成内野守備走塁コーチ）、牧田明久（育成外野守備走塁コーチ）

  - 中日ドラゴンズは、ライデル・マルティネスとジャリエル・ロドリゲスの2選手と来期も契約することで合意したことを発表。また、ギジェルモ・ガルシアとフランク・アルバレスの2選手と育成契約したことを発表した[578]。
  - 横浜DeNAベイスターズは、球団OBの石井琢朗がコーチに就任することを発表[579]。
- 14日
  - 福岡ソフトバンクホークスは、栗原陵矢の背番号を来季から「31」から「24」に変更することを発表した[580]。
  - 日本野球機構が、フリーエージェント権有資格選手を公示。新規取得者は国内23人、海外11人[581]。
- 15日
  - 広島東洋カープは、来季のコーチ陣容を以下の通り発表した[582]。
    - 【一軍】佐々岡真司（監督）、河田雄祐（ヘッドコーチ兼外野守備走塁コーチ）、東出輝裕（野手総合コーチ）、小窪哲也（内野守備走塁コーチ）、朝山東洋（打撃コーチ）、迎祐一郎（打撃コーチ）、高橋建（投手コーチ）、横山竜士（投手コーチ）、倉義和（バッテリーコーチ）
    - 【二軍】高信二（監督）、玉木朋孝（内野守備走塁コーチ）、赤松真人（外野守備走塁コーチ）、森笠繁（打撃コーチ）、廣瀬純（打撃コーチ）、小林幹英（投手コーチ）、永川勝浩（投手コーチ）、植田幸弘（バッテリーコーチ）
    - 【三軍】畝龍実（統括コーチ兼矯正担当）、菊地原毅（投手コーチ強化担当）

  - 北海道日本ハムファイターズは、ロニー・ロドリゲスとロビー・アーリンの今季限りでの退団を発表[583]。
  - 千葉ロッテマリーンズは、今岡真訪一軍ヘッドコーチの今季限りでの退団を発表した[584]。
  - 阪神タイガースは、野村克則の二軍バッテリーコーチ就任を発表[585]。
  - 読売ジャイアンツは、来季のコーチ陣容を発表[586]。また、田中豊樹、鍬原拓也、横川凱、井上温大、伊藤優輔、堀岡隼人、沼田翔平、香月一也、エスタミー・ウレーニャ、平間隼人、増田陸、伊藤海斗の12選手を自由契約としたことを発表した。全員育成選手として再契約の方針[587]。コーチ陣容は以下の通り。
    - 【一軍】原辰徳（監督）、元木大介（ヘッド兼オフェンスチーフコーチ）、阿部慎之助（作戦兼ディフェンスチーフコーチ）、金杞泰（打撃コーチ）、村田修一（打撃兼内野守備コーチ）、亀井善行（外野守備兼走塁コーチ）、桑田真澄（投手チーフコーチ）、山口鉄也（投手コーチ）、實松一成（バッテリーコーチ）、村田善則（ブルペンコーチ）、穴吹育大（トレーニングコーチ）
    - 【ファーム総監督】川相昌弘
    - 【二軍】二岡智宏（監督）、小笠原道大（打撃コーチ）、三澤興一（投手コーチ）、青木高広（投手コーチ）、古城茂幸（内野走塁守備コーチ）、松本哲也（外野守備走塁コーチ）、加藤健（バッテリーコーチ）、石森卓（トレーニングコーチ）
    - 【三軍】駒田徳広（監督）、後藤孝志（打撃コーチ）、杉内俊哉（投手コーチ）、矢貫俊之（投手コーチ）、金城龍彦（守備走塁コーチ）、市川友也（バッテリーコーチ）、安藤強（総合コーチ）、ジョン・ターニー（トレーニングコーチ）
    - 【巡回】会田有志（巡回トレーニング統括）、大竹寛（トレーニング統括補佐）
- 16日
  - 横浜DeNAベイスターズは、戦力外通告を受けていた進藤拓也が現役を引退することを発表した[588]。→10月5日の出来事参照
  - 広島東洋カープは、鈴木誠也のポスティングシステム申請を承認したことを発表[589]。
  - 東京ヤクルトスワローズは、サイ・スニードと来季の契約を締結したことを発表[590]。
  - 北海道日本ハムファイターズは、西川遥輝、秋吉亮、大田泰示に来季の契約を提示せず自由契約とすることを発表[591]。また、小田智之一軍打撃コーチが退任することを発表した[592]。
  - 阪神タイガースは、来季から新設される一、二軍巡回打撃コーチに藤井康雄が就任することを発表した[593]。
- 17日
  - 横浜DeNAベイスターズは、小谷正勝と来季から「コーチングアドバイザー」として契約したと発表[594]。また、一軍打撃コーチの坪井智哉の退団を正式に発表した[595]。→10月29日の出来事も参照
  - 広島東洋カープは、カイル・バード、テイラー・スコット、ドビーダス・ネバラスカス、ケビン・クロン、アレハンドロ・メヒアの外国人5選手と来季の契約を結ばないと発表した[596]。
  - 『プロ野球最優秀バッテリー賞』が発表され、2021年の受賞者としてセ・リーグは中日ドラゴンズの柳裕也と木下拓哉、パ・リーグはオリックス・バファローズの山本由伸と若月健矢がそれぞれ選出された[597]。
- 18日
  - 広島東洋カープは、大瀬良大地が今季取得した国内FA権を行使せず残留すると発表した[598]。
  - 東北楽天ゴールデンイーグルスは、田中貴也、藤平尚真、横尾俊建、内田靖人、渡邊佑樹の背番号変更を発表。田中は「55」→「44」、藤平は「19」→「46」、横尾は「30」→「61」、内田は「36」→「67」、渡邉は「45」→「79」へ変更される。また、新任コーチの背番号も発表され、立花義家が「73」、佐竹学が「87」、雄平が「84」に決定した[599]。
  - 北海道日本ハムファイターズは、来季のコーチ陣容を以下の通り発表した[600] [601]。
    - 【一軍】新庄剛志（監督）、林孝哉（ヘッドコーチ）、武田勝（投手コーチ）、加藤武治（投手コーチ）、島崎毅（投手コーチ）、金子誠（野手総合兼打撃コーチ）、山田勝彦（バッテリーコーチ）、稲田直人（内野守備走塁コーチ）、紺田敏正（外野守備走塁コーチ）
    - 【二軍】木田優夫（監督）、多田野数人（投手コーチ）、渡辺浩司（打撃コーチ）、矢野謙次（打撃コーチ）、山中潔（バッテリーコーチ）、飯山裕志（内野守備走塁コーチ）、上田佳範（外野守備走塁コーチ）、伊藤剛（育成コーディネーター兼投手コーチ）、川名慎一（育成コーチ）
- 19日
  - 横浜DeNAベイスターズは、球団OBの相川亮二がコーチに就任することを発表。相川は14年振りの古巣復帰となる[602]。
  - 読売ジャイアンツは、育成から自由契約となっていた山下航汰と再契約をせず退団することを発表[603]。→10月4日の出来事も参照
- 20日
  - オリックス・バファローズの比嘉幹貴が、日本シリーズ第1戦（京セラドーム大阪）で勝利。38歳11ヶ月での勝利投手は、救援投手としては日本シリーズ史上最年長で、先発を含めても史上3番目[604]。
- 21日
  - 東北楽天ゴールデンイーグルスは、戦力外通告を受けていた足立祐一、下妻貴寛の両名の現役引退を発表[605]。
- 22日
  - 千葉ロッテマリーンズは、ブランドン・レアードと来期の契約で合意したことを発表[606]。
  - 広島東洋カープの九里亜蓮が、今期取得したFA権を行使せず残留することを発表[607]。
  - 埼玉西武ライオンズは、元MLBタンパベイ・レイズのディートリック・エンスとの契約を発表。背番号は75で単年契約[608][609]。
  - 沢村栄治賞選考委員会が開かれ、2021年の受賞者にオリックス・バファローズの山本由伸を選出[610]。
- 23日
  - 広島東洋カープはこの日行ったファン感謝デーにおいて、2022年のキャッチフレーズを「ガツガツGUTS!」に決定したことを発表[611]。
  - 中日ドラゴンズは、石川翔、福島章太の両選手と来季の支配下選手契約を結ばないと発表した。いずれも育成選手として再契約の見込み[612]。
- 24日
  - 埼玉西武ライオンズは、上間永遠と来季の契約を結ばないことを発表。育成で再契約の見込み[613]。
  - 東京ヤクルトスワローズの石川雅規が、日本シリーズ第4戦（東京ドーム）に41歳10ヶ月で勝利。40台の勝利投手は日本シリーズでは1950年の若林忠志（42歳8ヶ月）以来71年ぶり、史上2番目の年長勝利[614]。
- 25日
  - 中日ドラゴンズの祖父江大輔[615]と田島慎二[616]が共に国内FA権を行使せず、球団に残留することを表明。また、球団は濱田達郎と来季の支配下契約を結ばないことを発表。育成で再契約する方針[617]。
  - 福岡ソフトバンクホークスは、田上奏大と来季の契約を結ばないことを発表した。育成での再契約を打診する方針[618]。
  - 読売ジャイアンツは、陽岱鋼を自由契約としたことを発表した[619]。
- 26日
  - 埼玉西武ライオンズは、元MLBサンディエゴ・パドレスのブライアン・オグレディを獲得したことを発表[620]。
  - 千葉ロッテマリーンズは、大嶺祐太、松永昂大と来季の契約を結ばないことを発表した。松永には育成契約を打診している[621]。
- 27日
  - 東京ヤクルトスワローズは、日本シリーズ第6戦（ほっともっとフィールド神戸）でオリックス・バファローズに2-1で勝利し、4勝2敗で20年ぶり6度目の日本一[622]。セ・リーグチームの日本一は2012年の読売ジャイアンツ以来、9年ぶり。また、行われた6試合すべて2点差以内は史上初[623]。
- 28日
  - 読売ジャイアンツは、古川侑利と来季の契約を結ばないと発表した[624]。
- 29日
  - フリーエージェント権行使申請期間開始。12月7日まで。
  - 中日ドラゴンズの又吉克樹がFA権行使の申請手続きを行ったことを表明した[625]。
  - 横浜DeNAベイスターズは、スターリン・コルデロ、ジョフレック・ディアスの両選手と来季の育成契約を結ぶと発表した[626]。
  - 第2次戦力外通告期間終了[627]。
  - 阪神タイガースは2選手の背番号変更を発表。秋山拓巳が「46」から「21」に、小野泰己が「28」から「98」にそれぞれ変更される[628]。
- 30日
  - 福岡ソフトバンクホークスのデニス・サファテが自身のTwitterで今季をもって現役生活を終了することを表明[629]。その後、球団から正式に現役引退することが発表された[630]。
  - 埼玉西武ライオンズの岡田雅利が国内FA権を行使した上で球団に残留することを表明[631]。
  - 北海道日本ハムファイターズはこの日行われたファンフェスティバルの中で、杉浦稔大の背番号が「57」から「22」に、髙濱祐仁の背番号が「91」から「31」に変更されることを発表した[632]。
  - 阪神タイガースのロベルト・スアレスが今季限りで退団することを、嶌村聡球団本部長が発表[633]。

### 12月
- 1日
  - 東京ヤクルトスワローズは、一軍外野守備走塁コーチの福地寿樹の退団を発表した[634]。
  - 千葉ロッテマリーンズは、エンニー・ロメロとの来季契約が合意に達したと発表した[635]。
  - 東北楽天ゴールデンイーグルスは、宋家豪と来季の契約を結んだと発表した[636]。
  - 横浜DeNAベイスターズは、来季のコーチ陣容を発表[637]。また、大和が海外FA権を行使した上でチームに残留することを発表した[638]。来季のコーチ陣容は以下の通り。
    - 【一軍】三浦大輔（監督）、青山道雄（ヘッドコーチ）、石井琢朗（野手総合コーチ）、鈴木尚典（打撃コーチ）、斎藤隆（投手チーフコーチ）、木塚敦志（投手コーチ）、田中浩康（内野守備走塁コーチ）、小池正晃（外野守備走塁コーチ）、相川亮二（バッテリーコーチ）、田代富雄（巡回打撃コーチ）
    - 【二軍】仁志敏久（監督）、万永貴司（ファーム総合コーチ）、大村巌（打撃コーチ）、下園辰哉（打撃コーチ）、嶋村一輝（打撃コーチ）、大家友和（投手コーチ）、小杉陽太（投手コーチ）、柳田殖生（守備走塁コーチ）、永池恭男（守備走塁コーチ）、鶴岡一成（バッテリーコーチ）、藤田和男（育成コーチ）

  - 2022年の野球殿堂入り候補者が発表され、プレイヤー表彰で黒田博樹、三浦大輔、エキスパート表彰で新井宏昌、高代延博、槙原寛己、和田豊の6名が新たに候補者となった[639]。
- 2日
  - 三井ゴールデン・グラブ賞受賞者が発表。福岡ソフトバンクホークスと中日ドラゴンズが3人で最多、北海道日本ハムファイターズは0人で連続受賞が28年でストップ[640]。また、広島東洋カープの菊池涼介が二塁手部門で最多となる9度目の受賞[641]。
- 3日
  - 東京ヤクルトスワローズの嶋基宏が、契約更改の席上で来季からコーチ兼任を要請されこれを受諾したことを明らかにした[642]。
  - 阪神タイガースは来季のコーチ陣容を発表[643]。また、梅野隆太郎が今期取得したFA権を行使せず残留することを発表した[644]。コーチ陣容は以下の通り。
    - 【一軍】矢野燿大（監督）、井上一樹（ヘッドコーチ）、福原忍（投手コーチ）、金村暁（投手コーチ）、藤井彰人（バッテリーコーチ）、北川博敏（打撃コーチ）、新井良太（打撃コーチ）、久慈照嘉（内野守備兼バント担当コーチ）、藤本敦士（内野守備走塁コーチ）、筒井壮（外野守備走塁兼分析担当コーチ）
    - 【二軍】平田勝男（監督）、藤井康雄（一・二軍巡回打撃コーチ）、安藤優也（投手コーチ）、久保田智之（投手コーチ）、江草仁貴（投手コーチ）、野村克則（バッテリーコーチ）、日高剛（打撃兼分析担当コーチ）、田中秀太（内野守備走塁コーチ）、工藤隆人（外野守備走塁コーチ）

  - 福岡ソフトバンクホークスの嘉弥真新也が今季取得したFA権を行使せず残留することを表明した[645]。
  - パシフィック・リーグが開幕戦のカードを発表。北海道日本ハムファイターズは2023年開幕戦を新ホーム球場であるエスコンフィールドHOKKAIDOで開催するため、所持していた来季の開幕戦主催権利を東北楽天ゴールデンイーグルスの2023年のものと交換する[646]。
- 4日
  - 千葉ロッテマリーンズの石川歩が、10月に取得した国内FA権を行使せず球団に残留することを宣言した[647]。
- 5日
  - 福岡ソフトバンクホークスの千賀滉大が今季取得した国内FA権を行使せず残留すると発表した[648]。
  - 読売ジャイアンツは、菅野智之が今季取得した海外FA権を行使せず残留すると発表した[649]。
  - 国内FA権を保有していた東京ヤクルトスワローズの中村悠平が、この日行われたファン感謝デーにおいて来季も球団に残留することを表明[650]。
  - 阪神タイガースは、MLB・ロサンゼルス・ドジャース傘下の3Aに所属していたアーロン・ウィルカーソンと来季の選手契約を締結したことを発表。背番号は「52」[651]。
  - 日本プロ野球選手会が、千葉ロッテマリーンズに対し契約の下交渉での一律の減額の一方的な通達に対して抗議とやり直しの要求を行ったことを発表。多数の選手が査定担当から「25%ダウンからスタートする」と説明されたことから。球団側は説明の不備であるとし、一律ダウンについては否定[652]。
- 6日
  - 北海道日本ハムファイターズは、元MLBピッツバーグ・パイレーツのコディ・ポンセと契約合意に達したことを発表[653]。
  - オリックス・バファローズは、来季のコーチングスタッフを以下のように発表。今季同様、監督職を除き一軍と二軍で区分しない方針[654]。
    - 中嶋聡(一軍監督)、小林宏(二軍監督)、水本勝己（ヘッド）、中垣征一郎（巡回ヘッド）、小谷野栄一（野手総合兼打撃）、別府修作（育成統括）、高山郁夫（投手）、厚澤和幸（投手）、岸田護（投手）、入来祐作（投手）、能見篤史（選手兼任投手）、梵英心（打撃）、辻竜太郎（打撃）、高橋信二（打撃）、風岡尚幸（内野守備・走塁）、小島脩平（内野守備・走塁）、田口壮（外野守備・走塁）、松井佑介（外野守備・走塁）、齋藤俊雄（バッテリー）、山崎勝己（バッテリー）、平井正史（育成）、由田慎太郎（育成）、鈴木昂平（育成）、飯田大祐（育成）
- 7日
  - 横浜DeNAベイスターズは、フェルナンド・ロメロと来季の契約を結んだことを発表[655]。また、山崎康晃が今季取得した国内FA権を行使しないことが決まったと発表した[656]。
  - 東北楽天ゴールデンイーグルスは、MLB・シアトル・マリナーズから自由契約となっていたホセ・マルモレホスと契約合意したことを発表[657]。
  - 東京ヤクルトスワローズは、ドミンゴ・サンタナとの来季契約締結を発表[658]。また、トロント・ブルージェイズから自由契約となっていたアンドリュー・ジョーダン・コールと契約合意したことを発表した[659]。
  - 正力松太郎賞が発表され、2021年の受賞者として東京ヤクルトスワローズ一軍監督の高津臣吾を選出[660]。
- 8日
  - 12球団合同トライアウトがメットライフドームで実施。投手22名、野手11名が参加[661]。
  - 横浜DeNAベイスターズは、前MLBボルチモア・オリオールズのブルックス・クリスキーと契約合意したことを発表[662]。
  - 東京ヤクルトスワローズは、来季のコーチングスタッフを以下の通り発表した[663]。
    - 【一軍】高津臣吾（監督）、松元ユウイチ（作戦コーチ）、伊藤智仁（投手コーチ）、石井弘寿（投手コーチ）、杉村繁（打撃コーチ）、大松尚逸（打撃コーチ）、森岡良介（内野守備走塁コーチ）、佐藤真一（外野守備走塁コーチ）、衣川篤史（バッテリーコーチ）、嶋基宏（選手兼コーチ補佐）
    - 【二軍】池山隆寛（監督）、城石憲之（チーフ兼守備走塁コーチ）、尾花高夫（投手チーフコーチ）、小野寺力（投手コーチ）、松岡健一（投手コーチ）、宮出隆自（打撃コーチ）、畠山和洋（打撃コーチ）、緒方耕一（外野守備走塁コーチ）、福川将和（バッテリーコーチ）、土橋勝征（育成チーフコーチ）、山本哲哉（育成投手コーチ）

  - いずれも戦力外通告を受けていた阪神タイガースの鈴木翔太[664]と中日ドラゴンズの井領雅貴[665]が自身のSNSで現役引退を公表した。→ 10月5日及び10月7日の出来事参照
  - 北海道日本ハムファイターズの金子弌大が契約更改後の記者会見で、来季から登録名を本名の「金子千尋」に戻すと共にフルネーム表記にすることを明かし[666]、翌9日には球団から正式発表された[667]。
  - 日本野球機構は、フリーエージェント宣言選手を公示[668]。
- 9日
  - 横浜DeNAベイスターズは、平良拳太郎、宮城滝太、勝又温史と育成選手契約したことを発表[669]。また、東北楽天ゴールデンイーグルスを戦力外となった藤田一也を獲得したことを発表[670]。背番号は「3」に決定。藤田は2012年以来10年ぶりのDeNA復帰[671]。
  - 阪神タイガースは、福岡ソフトバンクホークスを退団した渡邉雄大を育成選手契約で獲得したと発表した[672][673]。
  - オリックス・バファローズは、近藤大亮、東晃平、廣澤伸哉の3選手と育成選手として再契約した事を発表した[674]。
  - 千葉ロッテマリーンズは、育成選手の森遼大朗と支配下選手契約を結んだ。背番号は62となる[675]。
  - 北海道日本ハムファイターズは、自由契約となっていた長谷川凌太、田中瑛斗、高山優希、姫野優也、樋口龍之介、難波侑平の6選手と育成選手として再契約した事を発表[676]。また、前ミネソタ・ツインズのジョン・ガントと契約合意した事を発表した[677]。
  - 中日ドラゴンズの垣越建伸が育成選手から支配下選手に復帰することが決定。背番号も「61」に戻る[678]。
  - 東北楽天ゴールデンイーグルスは、福岡ソフトバンクホークスを戦力外となっていた釜元豪と育成選手としての契約に合意した事を発表[679]。
- 10日
  - 読売ジャイアンツは、オリックス・バファローズを戦力外となった鈴木優を育成選手として契約したことを発表[680]。→10月5日の出来事も参照
  - 千葉ロッテマリーンズは、藤原恭大の背番号を「2」から「1」に、小島和哉の背番号を「43」から「14」に変更することを発表した[681]。
  - オリックス・バファローズは、福田周平の背番号を「4」から「1」に変更、大城滉二の背番号を「9」から2019年まで付けていた「10」に戻す事を発表した[682]。
  - 東北楽天ゴールデンイーグルスは、福岡ソフトバンクホークスを戦力外となっていた川島慶三と来季入団基本合意に至った事を発表[683]。
  - 阪神タイガースは、自由契約としていた望月惇志と育成選手契約として合意したことを発表。背番号も「61」から「124」に変更[684]。
  - 北海道日本ハムファイターズは、MLB・サンフランシスコ・ジャイアンツ傘下の3Aに所属していたアリスメンディ・アルカンタラの獲得を発表[685]。
- 13日
  - 中日ドラゴンズは、千葉ロッテマリーンズから戦力外通告を受けた大嶺祐太を育成契約で獲得したことを発表。背番号は「211」[686]。→11月26日の出来事も参照。また、フリーエージェント権を行使していた又吉克樹が福岡ソフトバンクホークスに移籍する意向であることを発表[687]。
  - 横浜DeNAベイスターズは、中川虎大の背番号を「93」から「64」に変更することを発表[688]。
  - 福岡ソフトバンクホークスは、元MLBフィラデルフィア・フィリーズのフレディ・ガルビスの獲得を発表[689]。
  - 北海道日本ハムファイターズは、読売ジャイアンツから自由契約となっていた古川侑利と育成契約に合意した事を発表した[690]。
  - 今季限りで北海道日本ハムファイターズを退団した鶴岡慎也が現役を引退することを発表した[691]。
- 14日
  - 横浜DeNAベイスターズは、北海道日本ハムファイターズから自由契約となっていた大田泰示を獲得したことを発表[692]。背番号は0[693]。
  - 福岡ソフトバンクホークスは、今季高知ファイティングドッグスでプレーしていた元広島東洋カープの藤井皓哉を育成選手として獲得したと発表した[694]。
  - 千葉ロッテマリーンズは、来季のコーチングスタッフを発表[695]。また、来季から球団本部内にコーディネーター部門を新たに設置し、統括コーディネーターに永野吉成、ピッチングコーディネーターに吉井理人が就任すると発表した[696]。来季コーチングスタッフは以下の通り。
    - 【一軍】井口資仁（監督）、森脇浩司（ヘッド兼内野守備コーチ）、木村龍治（投手コーチ）、小野晋吾（投手コーチ）、河野亮（打撃コーチ）、福浦和也（打撃コーチ）、清水将海（バッテリーコーチ）、的場直樹（戦略コーチ兼バッテリーコーチ補佐）、大塚明（外野守備兼走塁コーチ）、伊志嶺翔大（走塁兼外野守備補佐兼打撃コーチ補佐）菊地大祐（トレーニングコーチ）
    - 【二軍】鳥越裕介（監督）、川越英隆（チーフ投手コーチ）、大隣憲司（投手コーチ）、大谷智久（投手コーチ）、堀幸一（チーフ打撃コーチ）、小坂誠（打撃兼内野守備兼走塁コーチ）、金澤岳（バッテリーコーチ）、根元俊一（内野守備兼走塁コーチ）、諸積兼司（外野守備兼走塁コーチ）、根本淳平（トレーニングコーチ）

  - セ・パ両リーグが今季のベストナインを発表、10人が初受賞[697]。
- 15日
  - 読売ジャイアンツは、オリックス・バファローズから自由契約となっていた勝俣翔貴を育成枠で獲得したことを発表[698]。また、前アメリカ独立リーグアメリカン・アソシエーション所属のアダム・ウォーカーと来季の選手契約を結ぶことについて合意したと発表した。背番号は「44」[699]。
- 16日
  - 埼玉西武ライオンズは、MLB・タンパベイ・レイズ傘下3A、及び韓国プロ野球・起亜タイガースでプレーした経歴を持つ日系ブラジル人のボー・タカハシの入団を発表。背番号は「42」[700][701]。
- 17日
  - 福岡ソフトバンクホークスは、中日ドラゴンズからフリーエージェント宣言していた又吉克樹を獲得した事を正式に発表した。背番号は「14」となる[702]。→12月13日の出来事も参照
  - 読売ジャイアンツは、シアトル・マリナーズから自由契約となっていたマット・アンドリースと来季の選手契約に合意したと発表した。背番号は「29」[703]。
  - オリックス・バファローズは、来季の新外国人選手として、前トロント・ブルージェイズのブレイビック・バレラ、前アトランタ・ブレーブスのジェシー・ビドル、前トロント・ブルージェイズ傘下3Aのジェイコブ・ワゲスパックの3選手を獲得したと発表した。背番号はバレラが「4」、ビドルが「69」、ワゲスパックが「58」[704]。
  - 中日ドラゴンズは以下の6選手の背番号変更を発表。ジャリエル・ロドリゲスが「67」から「29」、ライデル・マルティネスが「97」から「92」、垣越建伸が「208」から「61」、石川翔が「40」から「208」、福島章太が「64」から「209」、濱田達郎が「69」から「204」にそれぞれ変更される[705]。→12月9日の出来事も参照
  - 東北楽天ゴールデンイーグルスを戦力外となっていた下水流昴が現役引退を発表[706]。
- 18日
  - 千葉ロッテマリーンズは、前シカゴ・ホワイトソックス傘下3Aのタイロン・ゲレーロの獲得を発表した[707]。
  - 阪神タイガースは、前ピッツバーグ・パイレーツのカイル・ケラーとの来季契約締結を発表した[708]。
  - 中日ドラゴンズは、来季のチームスローガンを『All for Victory すべては勝利のために』に決定したと発表[709]。
- 19日
  - 阪神タイガースは、来季のチームスローガンを『イチにカケル！』に決定したことを発表[710]。
- 20日
  - 福岡ソフトバンクホークスは、8月に家庭の事情で退団したコリン・レイの再入団を発表[711]。→8月8日の出来事も参照。
  - 横浜DeNAベイスターズは、戦力外となっていた飯塚悟史と笠井崇正の現役引退を発表[712]。
  - 阪神タイガースは、ジェフリー・マルテとジョー・ガンケルの両名と来季の契約を結んだと発表[713]。
  - 東京ヤクルトスワローズは、前韓国プロ野球LGツインズのアンドリュー・スアレスと契約に合意したと発表[714]。
  - 東北楽天ゴールデンイーグルスは新加入選手及び支配下から育成契約に移行する選手の背番号を発表。川島慶三は「22」、ホセ・マルモレホスは「52」、佐藤智輝は「001」、引地秀一郎は「004」、福森耀真は「007」、釜元豪は「122」となる[715]。また、岩見雅紀の登録名を「岩見政暉」に、山崎真彰の登録名を「マーキ」にそれぞれ変更する事を発表した[716]。
- 22日
  - 阪神タイガースは、ファーム施設を阪神鳴尾浜球場から尼崎市の小田南公園へ移転すると正式に発表した。2025年シーズンから運用予定[717]。
  - 横浜DeNAベイスターズは、タイラー・オースティンの来季残留を発表[718]。また元セントルイス・カージナルス傘下のハンセル・マルセリーノと育成契約を結んだと発表した[719]。
  - オリックス・バファローズは、吉田正尚の背番号を「34」から「7」に変更すると発表[720]。
  - 東北楽天ゴールデンイーグルスは、北海道日本ハムファイターズから自由契約となっていた西川遥輝が入団することで基本合意したと発表[721]。背番号は6に決定[722]。
- 24日
  - 福岡ソフトバンクホークスは、古谷優人が球団ロッカー内で選手の私物を窃取したことが判明したため、自由契約にすると発表[723]。
  - 東北楽天ゴールデンイーグルスは、前ニューヨーク・ヤンキースのクリス・ギッテンスを獲得したと発表。背番号は「42」 [724]。
  - 埼玉西武ライオンズは、来季のチームスローガンを『Change UP!』に決定したと発表[725]。
- 25日
  - 埼玉西武ライオンズは、前シアトル・マリナーズ傘下のジャンセン・ウィティの獲得を発表。背番号は33[726]。
  - 千葉ロッテマリーンズは、アデイニー・エチェバリアと来季の契約に合意したことを発表[727]。
- 26日
  - 千葉ロッテマリーンズは、サンディ・サントスとホルヘ・ペラルタの両選手と来季の育成契約を更新したと発表[728]。
- 27日
  - 中日ドラゴンズは、FA権を行使し福岡ソフトバンクホークスに移籍した又吉克樹の人的補償として、岩嵜翔を獲得すると発表[729]。
- 28日
  - 読売ジャイアンツは、ルビー・デラロサ、クリストファー・クリソストモ・メルセデス、チアゴ・ビエイラ、ゼラス・ウィーラーの4選手と来期の契約締結で合意したことを発表[730]。

## 競技結果

### セントラル・リーグ
| 順位 | 球団                   | 勝 | 敗 | 分 | 勝率 | 差   |
| 1位  | 東京ヤクルトスワローズ | 73 | 52 | 18 | .584 | 優勝 |
| 2位  | 阪神タイガース         | 77 | 56 | 10 | .579 | 0.0  |
| 3位  | 読売ジャイアンツ       | 61 | 62 | 20 | .496 | 11.0 |
| 4位  | 広島東洋カープ         | 63 | 68 | 12 | .481 | 13.0 |
| 5位  | 中日ドラゴンズ         | 55 | 71 | 17 | .437 | 18.5 |
| 6位  | 横浜DeNAベイスターズ   | 54 | 73 | 16 | .425 | 20.0 |

### パシフィック・リーグ
| 順位 | 球団                         | 勝 | 敗 | 分 | 勝率 | 差   |
| 1位  | オリックス・バファローズ     | 70 | 55 | 18 | .560 | 優勝 |
| 2位  | 千葉ロッテマリーンズ         | 67 | 57 | 19 | .540 | 2.5  |
| 3位  | 東北楽天ゴールデンイーグルス | 66 | 62 | 15 | .516 | 5.5  |
| 4位  | 福岡ソフトバンクホークス     | 60 | 62 | 21 | .492 | 8.5  |
| 5位  | 北海道日本ハムファイターズ   | 55 | 68 | 20 | .447 | 14.0 |
| 6位  | 埼玉西武ライオンズ           | 55 | 70 | 18 | .440 | 15.0 |

### セ・パ交流戦
| 順位 | 球団                         | 勝 | 敗 | 分 | 勝率 | 差   |
| 1位  | オリックス・バファローズ     | 12 | 5  | 1  | .706 | 優勝 |
| 2位  | 阪神タイガース               | 11 | 7  | 0  | .611 | 1.5  |
| 3位  | 横浜DeNAベイスターズ         | 9  | 6  | 3  | .600 | 2.0  |
| 4位  | 中日ドラゴンズ               | 9  | 7  | 2  | .563 | 2.5  |
| 5位  | 東京ヤクルトスワローズ       | 10 | 8  | 0  | .556 | 2.5  |
| 6位  | 東北楽天ゴールデンイーグルス | 9  | 8  | 1  | .529 | 3.0  |
| 7位  | 埼玉西武ライオンズ           | 7  | 7  | 4  | .500 | 3.5  |
| 8位  | 千葉ロッテマリーンズ         | 8  | 9  | 1  | .471 | 4.0  |
| 9位  | 読売ジャイアンツ             | 7  | 8  | 3  | .467 | 4.0  |
| 10位 | 北海道日本ハムファイターズ   | 7  | 11 | 0  | .389 | 5.5  |
| 11位 | 福岡ソフトバンクホークス     | 5  | 9  | 4  | .357 | 5.5  |
| 12位 | 広島東洋カープ               | 3  | 12 | 3  | .200 | 8.0  |

### クライマックスシリーズ

#### ファーストステージ
| 日付                   | 試合  | ビジター球団（先攻） | スコア | ホーム球団（後攻） | 開催球場       |
| 11月6日（土）          | 第1戦 | 読売ジャイアンツ     | 4 - 0  | 阪神タイガース     | 阪神甲子園球場 |
| 11月7日（日）          | 第2戦 | 読売ジャイアンツ     | 4 - 2  | 阪神タイガース     | 阪神甲子園球場 |
| 勝者：読売ジャイアンツ |       |                      |        |                    |                |

| 日付                       | 試合  | ビジター球団（先攻）         | スコア | ホーム球団（後攻）   | 開催球場             |
| 11月6日（土）              | 第1戦 | 東北楽天ゴールデンイーグルス | 4 - 5x | 千葉ロッテマリーンズ | ZOZOマリンスタジアム |
| 11月7日（日）              | 第2戦 | 東北楽天ゴールデンイーグルス | 4 - 4  | 千葉ロッテマリーンズ | ZOZOマリンスタジアム |
| 勝者：千葉ロッテマリーンズ |       |                              |        |                      |                      |

#### ファイナルステージ
| 日付                         | 試合           | ビジター球団（先攻） | スコア | ホーム球団（後攻）     | 開催球場       |
| アドバンテージ               | アドバンテージ | 読売ジャイアンツ     |        | 東京ヤクルトスワローズ |                |
| 11月10日（水）               | 第1戦          | 読売ジャイアンツ     | 0 - 4  | 東京ヤクルトスワローズ | 明治神宮野球場 |
| 11月11日（木）               | 第2戦          | 読売ジャイアンツ     | 0 - 5  | 東京ヤクルトスワローズ | 明治神宮野球場 |
| 11月12日（金）               | 第3戦          | 読売ジャイアンツ     | 2 - 2  | 東京ヤクルトスワローズ | 明治神宮野球場 |
| 勝者：東京ヤクルトスワローズ |                |                      |        |                        |                |

| 日付                           | 試合           | ビジター球団（先攻） | スコア | ホーム球団（後攻）       | 開催球場         |
| アドバンテージ                 | アドバンテージ | 千葉ロッテマリーンズ |        | オリックス・バファローズ |                  |
| 11月10日（水）                 | 第1戦          | 千葉ロッテマリーンズ | 0 - 1  | オリックス・バファローズ | 京セラドーム大阪 |
| 11月11日（木）                 | 第2戦          | 千葉ロッテマリーンズ | 0 - 2  | オリックス・バファローズ | 京セラドーム大阪 |
| 11月12日（金）                 | 第3戦          | 千葉ロッテマリーンズ | 3 - 3x | オリックス・バファローズ | 京セラドーム大阪 |
| 勝者：オリックス・バファローズ |                |                      |        |                          |                  |

### 日本シリーズ
| 日付                                          | 試合   | ビジター球団（先攻）     | スコア | ホーム球団（後攻）       | 開催球場                   |
| --------------------------------------------- | ------ | ------------------------ | ------ | ------------------------ | -------------------------- |
| 11月20日（土）                                | 第1戦  | 東京ヤクルトスワローズ   | 3 - 4x | オリックス・バファローズ | 京セラドーム大阪           |
| 11月21日（日）                                | 第2戦  | 東京ヤクルトスワローズ   | 2 - 0  | オリックス・バファローズ | 京セラドーム大阪           |
| 11月22日（月）                                | 移動日 | 移動日                   | 移動日 | 移動日                   | 移動日                     |
| 11月23日（火）                                | 第3戦  | オリックス・バファローズ | 4 - 5  | 東京ヤクルトスワローズ   | 東京ドーム                 |
| 11月24日（水）                                | 第4戦  | オリックス・バファローズ | 1 - 2  | 東京ヤクルトスワローズ   | 東京ドーム                 |
| 11月25日（木）                                | 第5戦  | オリックス・バファローズ | 6 - 5  | 東京ヤクルトスワローズ   | 東京ドーム                 |
| 11月26日（金）                                | 移動日 | 移動日                   | 移動日 | 移動日                   | 移動日                     |
| 11月27日（土）                                | 第6戦  | 東京ヤクルトスワローズ   | 2 - 1  | オリックス・バファローズ | ほっともっとフィールド神戸 |
| 優勝：東京ヤクルトスワローズ（20年ぶり6回目） |        |                          |        |                          |                            |

### 個人タイトル
|                  | セントラル・リーグ | セントラル・リーグ | セントラル・リーグ | パシフィック・リーグ | パシフィック・リーグ | パシフィック・リーグ |
| タイトル         | 選手               | 球団               | 成績               | 選手                 | 球団                 | 成績                 |
| ---------------- | ------------------ | ------------------ | ------------------ | -------------------- | -------------------- | -------------------- |
| 最優秀選手       | 村上宗隆           | ヤクルト           |                    | 山本由伸             | オリックス           |                      |
| 最優秀新人       | 栗林良吏           | 広島               |                    | 宮城大弥             | オリックス           |                      |
| 首位打者         | 鈴木誠也           | 広島               | .317               | 吉田正尚             | オリックス           | .339                 |
| 本塁打王         | 村上宗隆           | ヤクルト           | 39本               | 杉本裕太郎           | オリックス           | 32本                 |
| 本塁打王         | 岡本和真           | 巨人               | 39本               | 杉本裕太郎           | オリックス           | 32本                 |
| 打点王           | 岡本和真           | 巨人               | 113打点            | 島内宏明             | 楽天                 | 96打点               |
| 最多安打         | 近本光司           | 阪神               | 178安打            | 荻野貴司             | ロッテ               | 169安打              |
| 盗塁王           | 中野拓夢           | 阪神               | 30盗塁             | 源田壮亮             | 西武                 | 24盗塁               |
| 盗塁王           | 中野拓夢           | 阪神               | 30盗塁             | 荻野貴司             | ロッテ               | 24盗塁               |
| 盗塁王           | 中野拓夢           | 阪神               | 30盗塁             | 和田康士朗           | ロッテ               | 24盗塁               |
| 盗塁王           | 中野拓夢           | 阪神               | 30盗塁             | 西川遥輝             | 日本ハム             | 24盗塁               |
| 最高出塁率       | 鈴木誠也           | 広島               | .433               | 吉田正尚             | オリックス           | .429                 |
| 最優秀防御率     | 柳裕也             | 中日               | 2.20               | 山本由伸             | オリックス           | 1.39                 |
| 最多勝利         | 青柳晃洋           | 阪神               | 13勝               | 山本由伸             | オリックス           | 18勝                 |
| 最多勝利         | 九里亜蓮           | 広島               | 13勝               | 山本由伸             | オリックス           | 18勝                 |
| 最多奪三振       | 柳裕也             | 中日               | 168奪三振          | 山本由伸             | オリックス           | 206奪三振            |
| 最高勝率         | 青柳晃洋           | 阪神               | .684               | 山本由伸             | オリックス           | .783                 |
| 最多セーブ投手   | R.スアレス         | 阪神               | 42S                | 益田直也             | ロッテ               | 38S                  |
| 最優秀中継ぎ投手 | 清水昇             | ヤクルト           | 53HP               | 堀瑞輝               | 日本ハム             | 42HP                 |

### 月間MVP
|          | セントラル・リーグ | セントラル・リーグ | セントラル・リーグ | セントラル・リーグ | パシフィック・リーグ | パシフィック・リーグ | パシフィック・リーグ | パシフィック・リーグ |
|          | 投手               | 球団               | 野手               | 球団               | 投手                 | 球団                 | 野手                 | 球団                 |
| -------- | ------------------ | ------------------ | ------------------ | ------------------ | -------------------- | -------------------- | -------------------- | -------------------- |
| 3・4月   | 髙橋優貴           | 巨人               | 菊池涼介           | 広島               | 涌井秀章             | 楽天                 | L.マーティン         | ロッテ               |
| 5月      | R.スアレス         | 阪神               | 佐藤輝明           | 阪神               | N.マルティネス       | ソフトバンク         | 吉田正尚             | オリックス           |
| 6月      | 青柳晃洋           | 阪神               | T.オースティン     | DeNA               | 山本由伸             | オリックス           | 杉本裕太郎           | オリックス           |
| 7・8月   | T.ビエイラ         | 巨人               | 鈴木誠也           | 広島               | 山本由伸             | オリックス           | 藤原恭大             | ロッテ               |
| 9月      | 床田寛樹           | 広島               | 鈴木誠也           | 広島               | 山本由伸             | オリックス           | 柳田悠岐             | ソフトバンク         |
| 10・11月 | 伊藤将司           | 阪神               | 牧秀悟             | DeNA               | 山本由伸             | オリックス           | 近藤健介             | 日本ハム             |

### ベストナイン
|          | セントラル・リーグ | セントラル・リーグ | パシフィック・リーグ | パシフィック・リーグ |
| 守備位置 | 選手               | 球団               | 選手                 | 球団                 |
| -------- | ------------------ | ------------------ | -------------------- | -------------------- |
| 投手     | 柳裕也             | 中日               | 山本由伸             | オリックス           |
| 捕手     | 中村悠平           | ヤクルト           | 森友哉               | 西武                 |
| 一塁手   | J.マルテ           | 阪神               | B.レアード           | ロッテ               |
| 二塁手   | 山田哲人           | ヤクルト           | 中村奨吾             | ロッテ               |
| 三塁手   | 村上宗隆           | ヤクルト           | 宗佑磨               | オリックス           |
| 遊撃手   | 坂本勇人           | 巨人               | 源田壮亮             | 西武                 |
| 外野手   | 鈴木誠也           | 広島               | 杉本裕太郎           | オリックス           |
| 外野手   | 近本光司           | 阪神               | 吉田正尚             | オリックス           |
| 外野手   | 塩見泰隆           | ヤクルト           | 柳田悠岐             | ソフトバンク         |
| 指名打者 |                    |                    | 近藤健介             | 日本ハム             |

### ゴールデングラブ賞
|          | セントラル・リーグ | セントラル・リーグ | パシフィック・リーグ | パシフィック・リーグ |
| 守備位置 | 選手               | 球団               | 選手                 | 球団                 |
| -------- | ------------------ | ------------------ | -------------------- | -------------------- |
| 投手     | 柳裕也             | 中日               | 山本由伸             | オリックス           |
| 捕手     | 中村悠平           | ヤクルト           | 甲斐拓也             | ソフトバンク         |
| 一塁手   | D.ビシエド         | 中日               | 中村晃               | ソフトバンク         |
| 二塁手   | 菊池涼介           | 広島               | 中村奨吾             | ロッテ               |
| 三塁手   | 岡本和真           | 巨人               | 宗佑磨               | オリックス           |
| 遊撃手   | 坂本勇人           | 巨人               | 源田壮亮             | 西武                 |
| 外野手   | 鈴木誠也           | 広島               | 荻野貴司             | ロッテ               |
| 外野手   | 近本光司           | 阪神               | 辰己涼介             | 楽天                 |
| 外野手   | 大島洋平           | 中日               | 柳田悠岐             | ソフトバンク         |

### ファーム
- ウエスタン・リーグ優勝：阪神タイガース（3年ぶり17度目）[397]
- イースタン・リーグ優勝：千葉ロッテマリーンズ（7年ぶり11度目）[394]
- ファーム日本選手権

|        | 1 | 2 | 3 | 4 | 5 | 6 | 7 | 8 | 9 | R | H | E |
| ------ | - | - | - | - | - | - | - | - | - | - | - | - |
| 阪神   | 0 | 0 | 0 | 0 | 0 | 0 | 0 | 0 | 3 | 3 | 7 | 2 |
| ロッテ | 0 | 0 | 0 | 0 | 0 | 2 | 0 | 0 | 0 | 2 | 3 | 2 |

1. 神：村上、藤浪、齋藤、岩田将、尾仲 - 榮枝、長坂
2. ロ：森、古谷、小沼 - 植田
3. 勝利：齋藤
4. セーブ：尾仲
5. 敗戦：小沼
6. 審判
［球審］山本力
［塁審］森口（1B）、鈴木（2B）、古賀（3B）
7. 開始：12時32分 試合時間：2時間42分[733]

- 優勝：阪神タイガース（3年ぶり6度目）
  - 最優秀選手：遠藤成（阪神）
  - 優秀選手：片山雄哉（阪神）、森遼大朗（ロッテ）